# Trois Glorieuses
Vous lisez un « article de qualité » labellisé en 2007.
Pour les articles homonymes, voir Glorieuse et Révolution française (homonymie).
« Les Trois Glorieuses » redirige ici. Pour l'hymne congolais, voir Les Trois Glorieuses (hymne).
Ne doit pas être confondu avec Trente Glorieuses.
Batailles
- Trois Glorieuses
- Révolte des canuts
- Insurrection républicaine à Paris en juin 1832
- Guerre de Vendée et Chouannerie de 1832
- Révolution française de 1848
- Journées de Juin
- Coup d'État du 2 décembre 1851
- Commune de Paris
- Semaine sanglante

La révolution de Juillet est la deuxième révolution française, après celle de 1789. Elle porte sur le trône un nouveau roi, Louis-Philippe Ier, à la tête d'un nouveau régime, la monarchie de Juillet, qui succède à la Seconde Restauration. Cette révolution se déroule sur trois journées, les 27, 28 et 29 juillet 1830, surnommées les « Trois Glorieuses ».
Après une longue période d’agitation ministérielle, parlementaire et journalistique, le roi Charles X tente par un coup de force constitutionnel de freiner les ardeurs des députés libéraux par ses ordonnances de Saint-Cloud du 25 juillet 1830. En réponse, des Parisiens se soulèvent, dressent des barricades dans les rues et affrontent les forces armées, commandées par le maréchal Marmont, duc de Raguse. L'émeute se transforme rapidement en insurrection révolutionnaire.
Du 27 au 29 juillet, les combats font rage dans toute la capitale. Après une attaque du palais des Tuileries le 29 juillet 1830, Charles X et la famille royale fuient Paris. Les députés libéraux, majoritairement monarchistes, prennent en main la révolution populaire. Au terme de l’« hésitation de 1830 », ils optent finalement pour une monarchie constitutionnelle plus libérale à l'aide d'un changement de dynastie.
La maison d’Orléans, branche cadette de la maison de Bourbon, succède ainsi à la branche aînée : le duc d'Orléans est proclamé « roi des Français » et non plus « roi de France », sous le nom de Louis-Philippe Ier. Le drapeau tricolore remplace le drapeau blanc.

## Causes
Lors des élections de 1827, les libéraux deviennent majoritaires à l'Assemblée et Charles X consent à nommer un Premier ministre à mi-chemin entre ses opinions ultraroyalistes et l'orientation de la nouvelle chambre. Il appelle le vicomte de Martignac à former un ministère semi-libéral, semi-autoritaire. Mais, continuant sur sa lancée, l'opposition libérale grandit et s’affirme dans un contexte économique difficile.

### Une crise économique et sociale latente
De 1827 à 1829, les récoltes sont médiocres (en 1829, le prix de l’hectolitre de blé est supérieur de 50 % à ce qu’il était en 1824, et il demeure à ce niveau jusqu’en 1832). L’hiver 1829-1830 a été particulièrement rigoureux, les autres saisons plutôt pluvieuses. 1830, comme 1827 et 1828 avant elle, est une année de médiocres récoltes impliquant des prix élevés pour les denrées, un report du pouvoir d'achat sur le pain et par voie de conséquence une montée du chômage pour les ouvriers des manufactures, textiles notamment, en particulier à Paris. Les faillites sont aussi nombreuses notamment dans le secteur bancaire. Dès 1828, des troubles éclatent. En ville, les revendications portent sur les questions de la cherté de la vie, des salaires insuffisants et du chômage. Les tensions montent aussi avec l'arrivée permanente de néo-urbains qui exercent une pression sur les salaires et qui vivent dans une misère noire, n’ayant accès ni à l'eau potable, ni aux égouts ou au ramassages des ordures. Les épidémies sont récurrentes en ville (comme le montre en 1832 celle de choléra). Typhus et variole sont courants. Les conditions de vie se dégradent donc dans les quartiers populaires. L'atmosphère est propice aux révoltes populaires. Dans les campagnes, des émeutes apparaissent et sont dirigées contre le départ de convois de grains ou, sur les marchés, contre les prix des céréales. Des bandes de miséreux errent dans les campagnes. Des incendies d’origine inconnue, dont libéraux et ultras se rejettent mutuellement la responsabilité, plongent la Normandie dans la peur. Par ailleurs, Louis XVIII et Charles X ont limité leur assise populaire en ne s’appuyant que sur la haute noblesse alors que la bourgeoisie aurait pu soutenir une monarchie parlementaire à l’anglaise. Cette exclusion de la bourgeoisie empêche le régime de se stabiliser durablement. Comme la Charte ne peut être modifiée sans l’accord du roi et que celui-ci en a une lecture très restrictive, la situation apparaît complètement bloquée en 1829 et Martignac demeure impuissant à résoudre ces crises.

### Raidissement deCharlesX: constitution du ministère Polignac

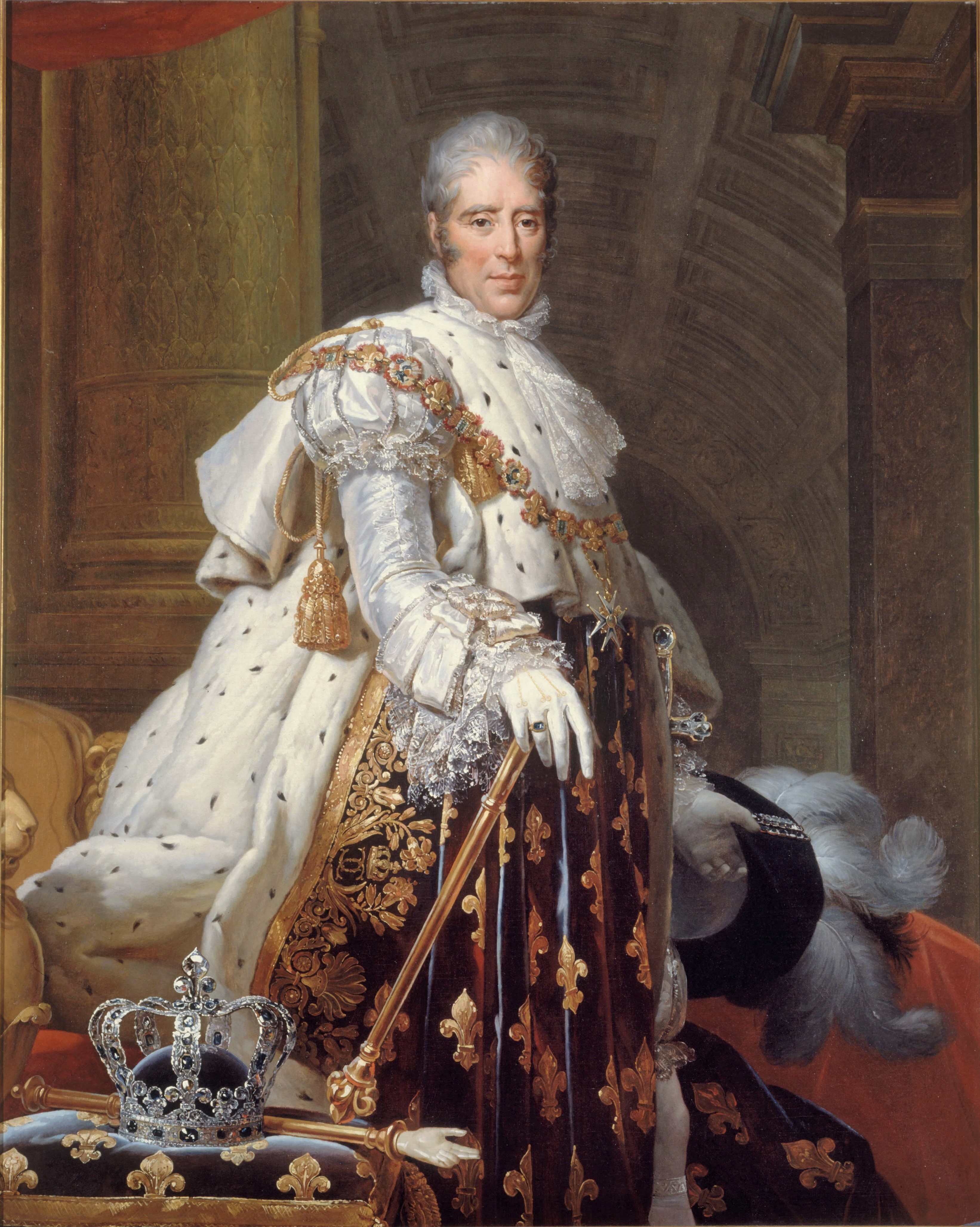
Portrait du roi Charles X en costume de sacre.

Constatant l'échec d'une tentative de compromis avec Martignac, Charles X prépare, en sous-main, un revirement de politique : pendant l’été 1829, alors que les Chambres sont en vacances, il renvoie subitement le vicomte de Martignac et le remplace par le prince de Polignac. Publiée dans Le Moniteur le 9 août, la nouvelle fait l’effet d’une bombe parmi les libéraux. Le nouveau ministre des Affaires étrangères, qui apparaît rapidement comme le chef du ministère, évoque pour eux les pires souvenirs de la cour de Versailles — il est le fils de l’amie intime de Marie-Antoinette, la très impopulaire duchesse de Polignac —, et de l’émigration, durant laquelle il a été le compagnon de Charles X en Angleterre. Emprisonné en 1802 à la suite du complot Cadoudal, il est resté prisonnier jusqu'en 1814. À ses côtés, le comte de La Bourdonnaye, ministre de l'Intérieur, est un ultra, qui s’est signalé en 1815 en réclamant « des supplices, des fers, des bourreaux, la mort, la mort » pour les complices de Napoléon Ier durant les Cent-Jours, tandis que le ministre de la Guerre, le général de Bourmont, est l'homme de la trahison à la veille de la bataille de Ligny, celui qui a quitté le corps de Ney pour passer aux avant-postes prussiens.
La réaction de l'opinion est extraordinaire, bien au-delà de l'opposition (Chateaubriand démissionne de son ambassade à Rome). La presse se déchaîne. Les formules du Journal des débats sont restées célèbres. Le 10 août :

« Le voilà encore brisé ce lien d'amour et de confiance qui unissait le peuple au monarque. Voilà encore la cour avec ses vieilles rancunes, l’émigration avec ses préjugés, le sacerdoce avec sa haine de la liberté qui viennent se jeter entre la France et son roi. »

Puis le 11 août :

« Coblentz, Waterloo, 1815 : voilà les trois principes, voilà les trois personnages du ministère. Tournez-le de quelque côté que vous voudrez, de tous les côtés il effraie, de tous les côtés il irrite. Pressez, tordez ce ministère, il ne dégoutte qu’humiliations, malheurs et chagrins. »

Rien ne permet d’affirmer que, comme l’a prétendu l’opposition, Charles X et Polignac pensaient à un « coup d'État » pour rétablir l'Ancien Régime. Tout indique au contraire que ce sont deux conceptions de la monarchie constitutionnelle, c’est-à-dire deux interprétations de la Charte de 1814, qui s’affrontent en 1829-1830, le débat tournant autour des pouvoirs du roi. En cas de conflit entre le roi et les Chambres, la Charte ne dit rien. Les ministres ne peuvent être renversés par un vote du Parlement. L’article 14 attribue au roi le droit de légiférer par ordonnance « pour l’exécution des lois et la sûreté de l’État ». Les députés peuvent seulement refuser l'impôt en ne votant pas le budget. Représentatif, le régime n'est pas parlementaire.

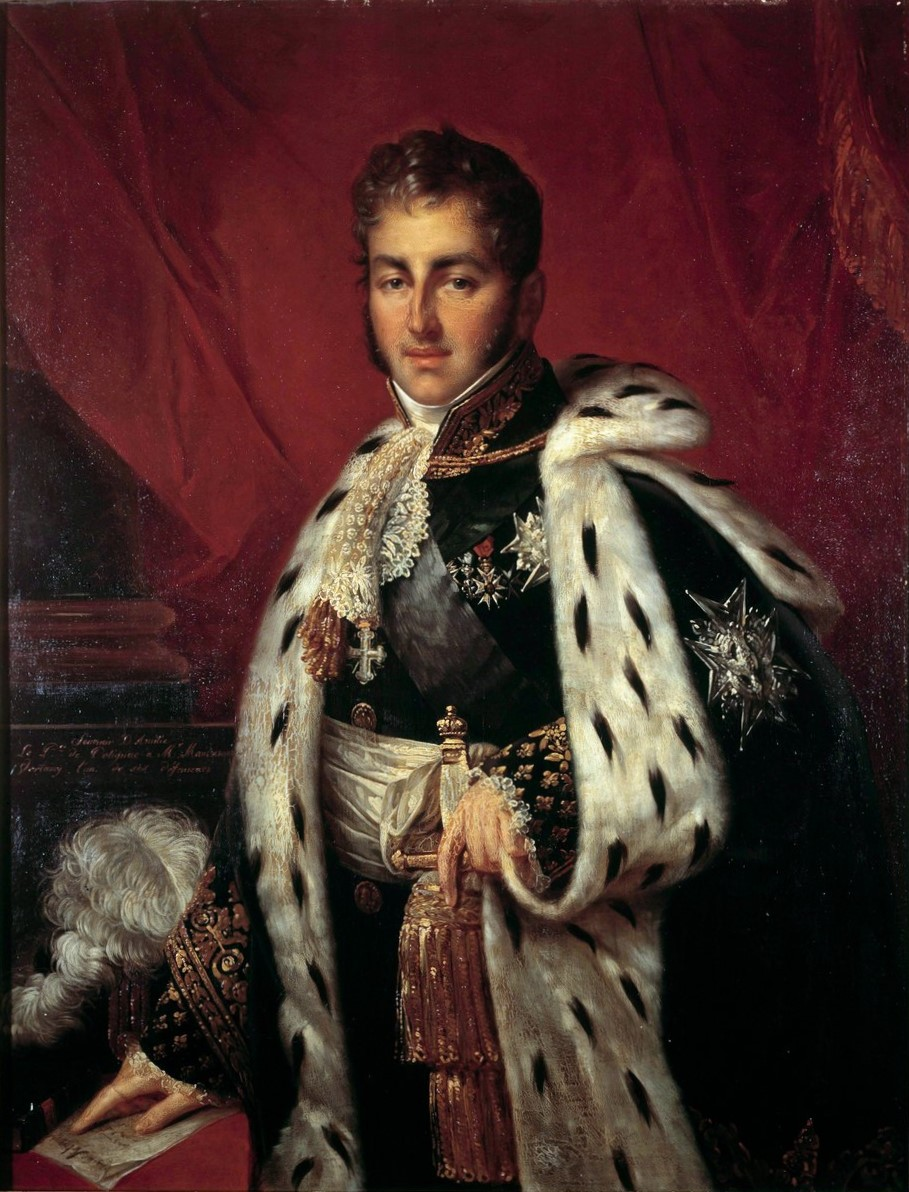
Le prince Jules de Polignac.
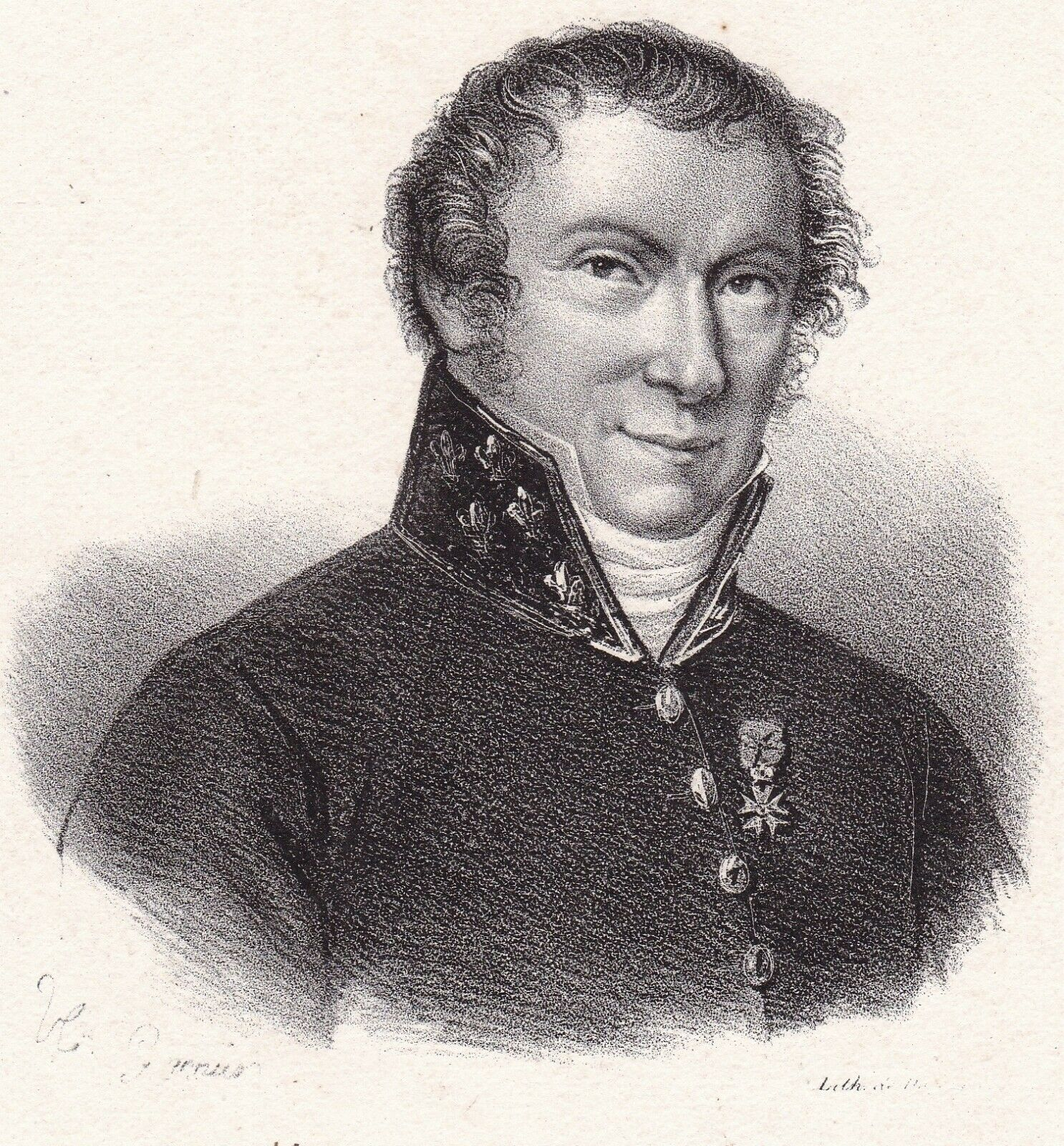
Le comte de La Bourdonnaye, ministre de l’Intérieur.
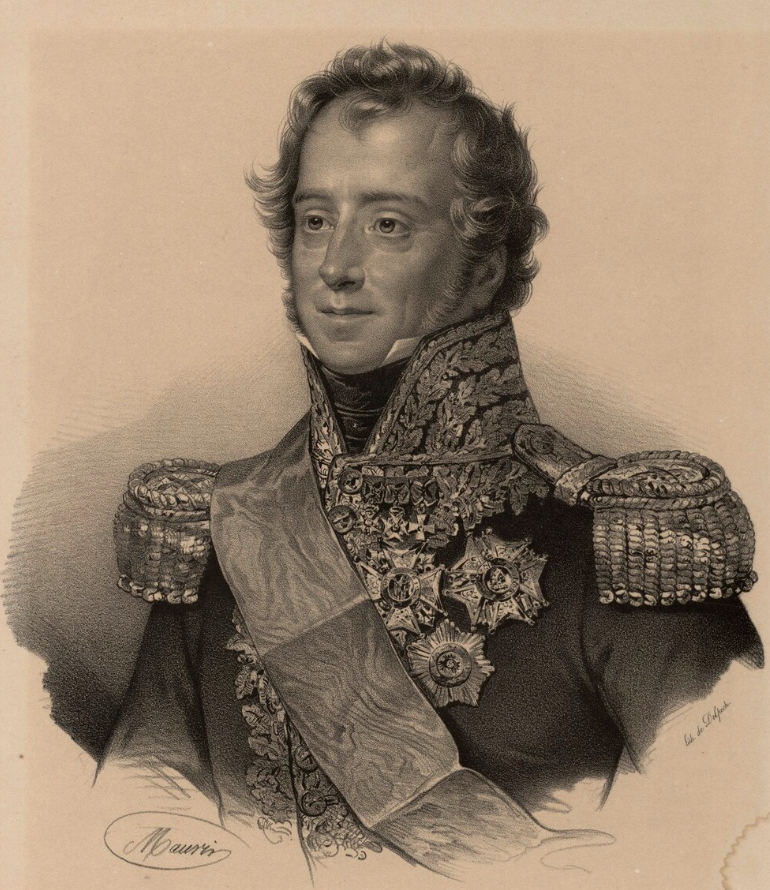
Le comte de Bourmont, ministre de la Guerre.

### Adresse des 221

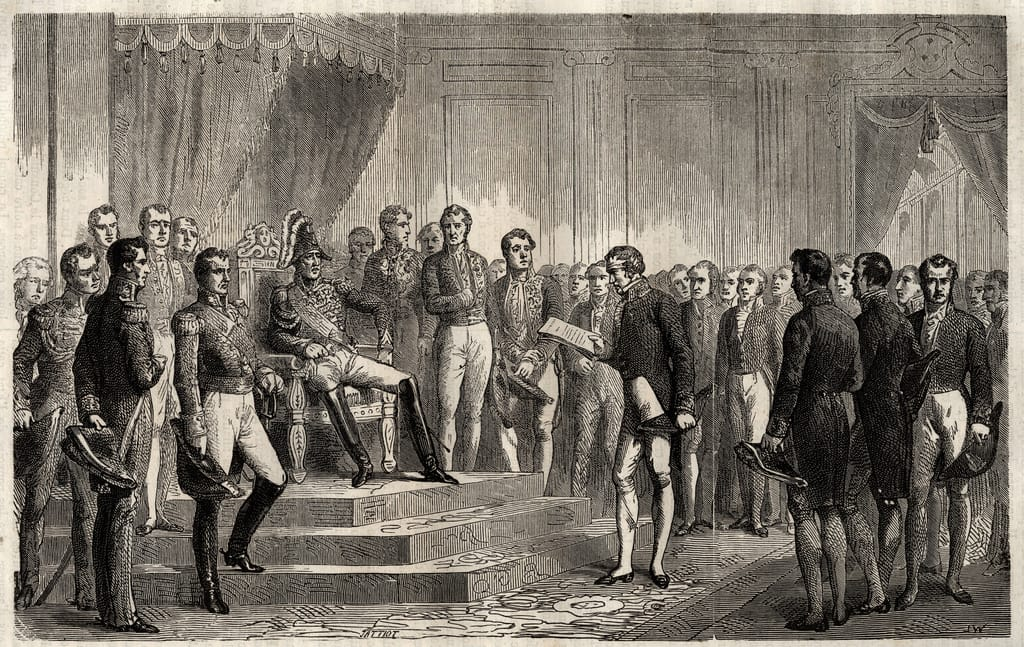
Pierre-Paul Royer-Collard présente l'adresse des 221 au roi Charles X.

Au début de 1830, le climat politique en France est électrique. L’opposition est chauffée à blanc par sa popularité croissante face aux provocations du ministère.
Adolphe Thiers, Armand Carrel, François-Auguste Mignet et Auguste Sautelet fondent un nouveau quotidien d’opposition, Le National, dont le premier numéro paraît le 3 janvier 1830. Ce journal d'opinion milite farouchement pour une monarchie parlementaire, et évoque ouvertement la « Glorieuse Révolution » anglaise de 1688, à l’issue de laquelle le roi Jacques II, a été déposé et remplacé par son gendre Guillaume d’Orange à l'appel de la grande bourgeoisie marchande, les Sept immortels. D’autres journaux comme Le Globe et Le Temps relaient ces attaques, de plus en plus ouvertes, contre le roi et le gouvernement, tandis que Le Constitutionnel et le Journal des débats défendent eux aussi, mais avec plus de mesure, les idées libérales.
Le 2 mars 1830, lors de l’ouverture de la session parlementaire, Charles X prononce un discours du trône dans lequel il annonce l’expédition militaire d’Alger et menace implicitement l’opposition de gouverner par ordonnances en cas de blocage des institutions. Commençant à délibérer, la Chambre établit la liste des cinq noms qu’elle propose au roi pour la présidence : Royer-Collard, qui est nommé, suivi de Casimir Perier, Delalot, Agier et Sébastiani. Les députés abordent ensuite la discussion du projet d’adresse élaboré par la commission nommée à cet effet, et qui est examiné les 15 et 16 mars.
Le projet est une véritable motion de défiance à l’encontre du ministère :

« Sire, la Charte que nous devons à la sagesse de votre auguste prédécesseur, et dont Votre Majesté a la ferme volonté de consolider le bienfait, consacre comme un droit l’intervention du pays dans la délibération des intérêts publics. Cette intervention devait être, elle est, indirecte […], mais elle est positive dans son résultat, car elle fait du concours permanent des vues politiques de votre gouvernement avec les vœux de votre peuple la condition indispensable de la marche régulière des affaires politiques. Sire, notre loyauté, notre dévouement nous condamnent à vous dire que ce concours n’existe pas. »

Dans la charte constitutionnelle de 1814, l'Assemblée dispose du pouvoir législatif, mais n'a aucun droit de censurer un gouvernement.
Deux cent vingt-et-un députés libéraux votent l’Adresse le 16 mars. Le 18 mars, à la délégation de la Chambre venue au palais des Tuileries lui en donner lecture, Charles X répond que « [ses] résolutions sont immuables ». Le lendemain, une ordonnance ajourne la session au 1er septembre, ce qui met le Parlement en vacances pour six mois. À ce moment, le roi est déterminé à aller jusqu’au bout : « J’aime mieux monter à cheval qu’en charrette », dit-il.

### Conséquences de la décision deCharlesX

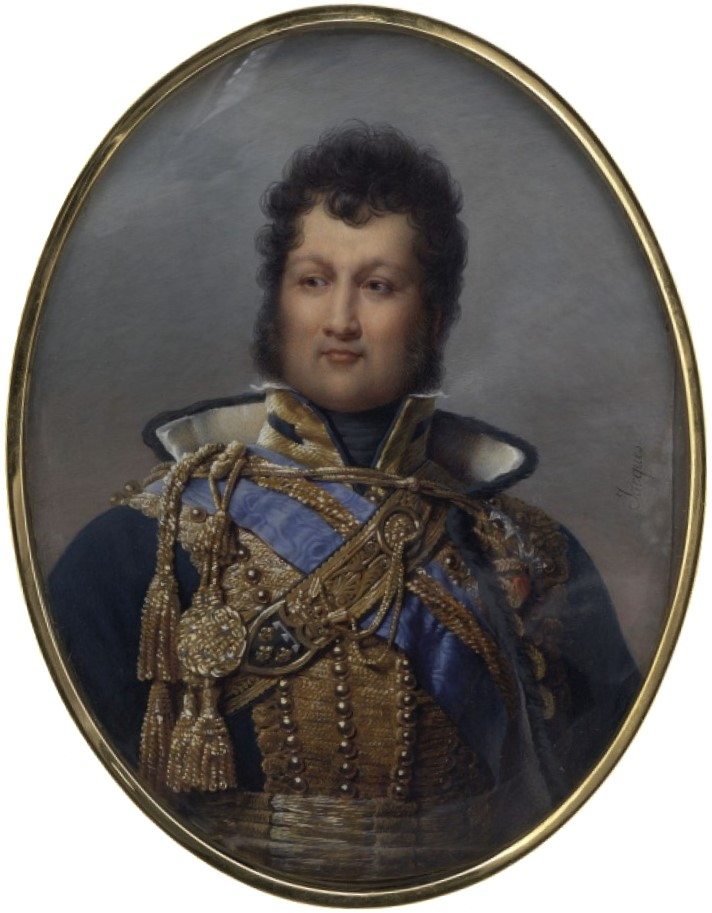
Louis Philippe, duc d'Orléans, en uniforme de colonel des hussards, portant le cordon et la plaque de l'ordre du Saint-Esprit.

La décision de Charles X suscite une véritable ébullition. Des rumeurs folles circulent. On accuse le roi et ses ministres de préparer un coup de force constitutionnel. D’autres affirment que Polignac, ancien ambassadeur à Londres et ami du Premier ministre britannique, le duc de Wellington, envisage, en cas de troubles en France, de solliciter, avec l’appui de l’Angleterre, celui des puissances étrangères dans le cas où le roi serait conduit à suspendre ou à modifier certaines dispositions de la Charte.

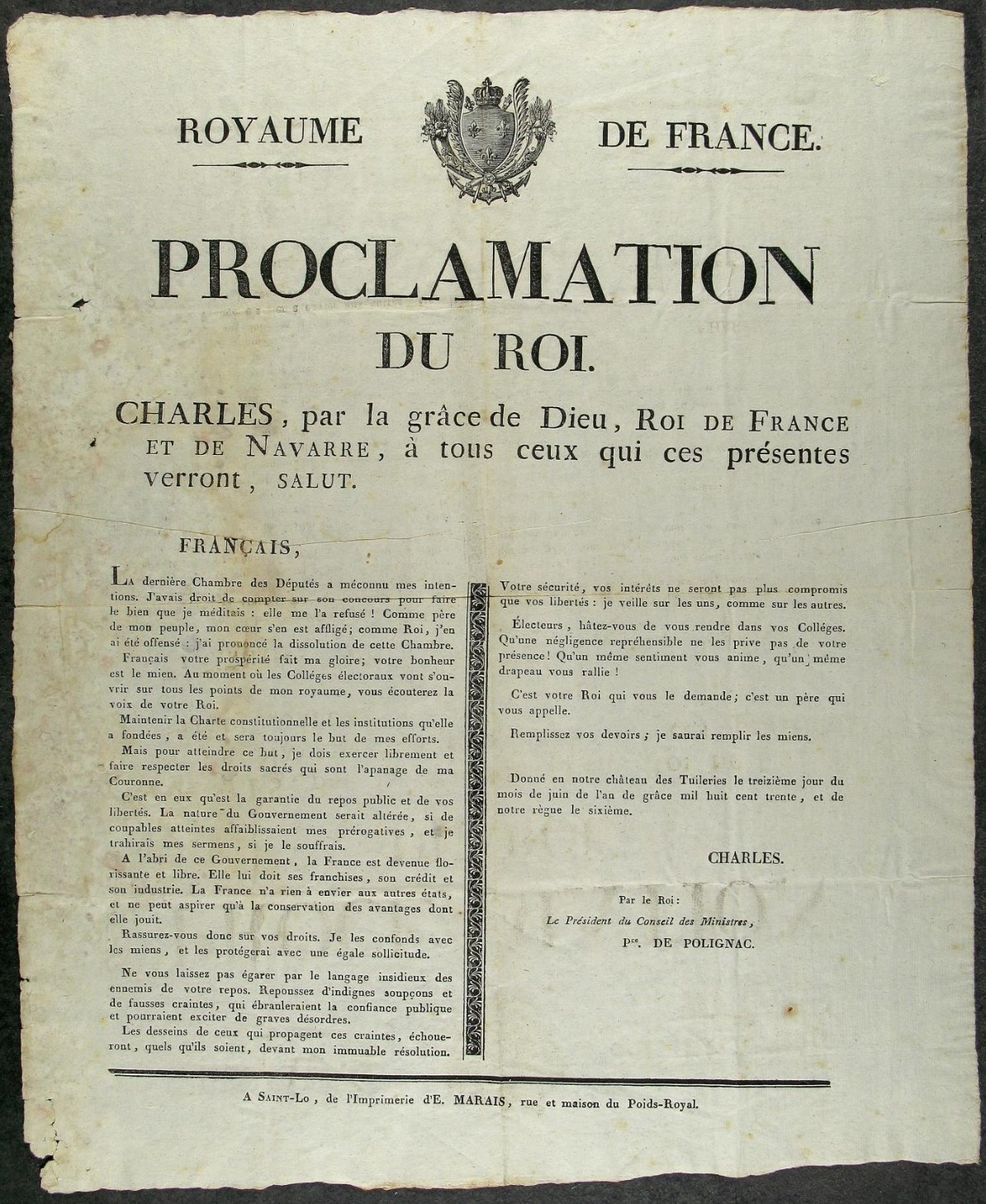
Proclamation du roi Charles X, le 13 juin 1830
(archives départementales de la Manche).

Au Palais-Royal, Vatout, bibliothécaire et familier du duc d’Orléans, conseille à son maître d’exploiter la situation à son profit. Nombre des familiers du Palais-Royal – le général Gérard, Talleyrand… – sont déjà persuadés que les Bourbons de la branche aînée sont perdus. Mais Louis-Philippe tergiverse. En mai, il reçoit à Paris son beau-frère et sa belle-sœur, le roi François des Deux-Siciles et la reine Marie-Isabelle. C’est en l’honneur des souverains napolitains que, le 31 mai, une fête somptueuse est donnée au Palais-Royal où, fait exceptionnel, Charles X fait une apparition. Alors que le roi est déjà reparti, une foule envahit les jardins qu’on a laissés ouverts. Le duc d’Orléans paraît à plusieurs reprises au balcon et se fait acclamer par cette foule d'où ne tardent pas à monter des cris hostiles au roi et à Polignac. La manifestation dégénère, on met le feu aux chaises du jardin, un début d’émeute dont la cour rend Louis-Philippe responsable. Le jeune comte de Salvandy, assistant à cette fête où « les cris de révolte se marient à la musique des contredanses et des valses », selon la formule du comte Apponyi, adresse au maître de maison le mot fameux, aussitôt répété dans tout Paris : « Voilà, Monseigneur, une fête toute napolitaine : nous dansons sur un volcan ! ».
Le 16 mai 1830, alors qu’un corps expéditionnaire français est prêt à partir à la conquête d’Alger, Charles X dissout la Chambre des députés et convoque les collèges d’arrondissement le 23 juin et ceux des départements le 3 juillet. Dans l’immédiat, la décision du roi provoque l’éclatement du ministère : Courvoisier et Chabrol de Crouzol, qui y sont hostiles, démissionnent, tandis que Chantelauze est nommé à la Justice et que Montbel, passé aux Finances, est remplacé à l'Intérieur par un ultra notoire, le comte de Peyronnet. Un préfet spécialiste des élections, le baron Capelle, entre dans le cabinet, officiellement à la tête d’un ministère des Travaux publics qui fait ainsi son apparition dans l’organigramme gouvernemental.
Le 13 juin, Charles X publie au Moniteur un appel aux Français dans lequel il accuse les députés de la Chambre dissoute « d’avoir méconnu ses intentions » et demande aux électeurs « de ne pas se laisser égarer par le langage insidieux des ennemis de leur repos », de « repousser d’indignes soupçons et de fausses craintes qui ébranleraient la confiance publique et pourraient exciter de graves désordres » ; il conclut : « C’est votre roi qui vous le demande. C’est un père qui vous appelle. Remplissez vos devoirs, je saurai remplir les miens. » La manœuvre est hasardeuse car, ce faisant, le roi s’est exposé lui-même, prenant le risque du désaveu.
Les élections sont une déroute pour le roi : l’opposition passe de 221 à 270 députés, les ministériels ne sont plus que 145 contre 181, et 13 députés sont revendiqués par les deux camps.

### Ordonnances du 26 juillet 1830

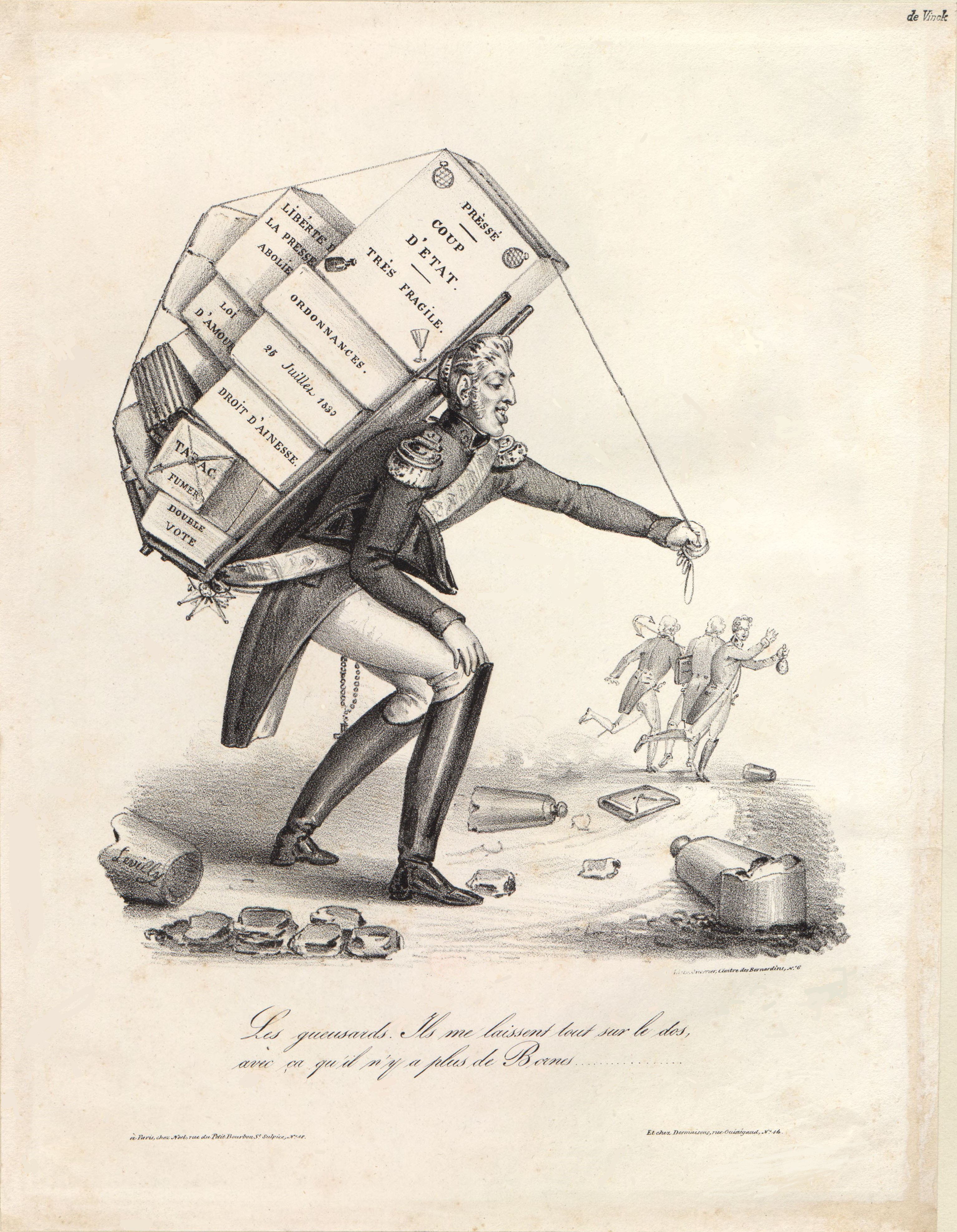
« Les gueusards. Ils me laissent tout sur le dos, avec ça qu'il n'y a plus de Bornes », s'écrie Charles X, succombant sous le poids du lourd crochet chargé des décisions funestes prises en juillet 1830 et avant, tandis que ses ministres l'abandonnent au beau milieu d'un chemin où les bornes, qu'ils ont fait tomber en les dépassant, n'offrent plus de soutien.
Estampe satirique de Lévilly contre les ordonnances de Saint-Cloud, 1830.

Lors du conseil des ministres du 6 juillet, Polignac constate que le gouvernement par ordonnances, sur la base de l’article 14 de la Charte, envisagé de longue date, est désormais le seul recours. Malgré les réserves de Guernon-Ranville, Charles X tranche en ce sens dès le lendemain. Les principales mesures sont d’ores et déjà arrêtées : nouvelle dissolution de la Chambre des députés, modification de la loi électorale, organisation de nouvelles élections, suspension de la liberté de la presse. Pour Charles X, la gauche, en harcelant le ministère, veut renverser la monarchie : il ne saurait donc être question pour lui de renvoyer le cabinet et le gouvernement par ordonnances est le seul moyen de maintenir la Charte. Selon Montbel qui assiste au Conseil, le roi aurait déclaré : « La première concession de Louis XVI fut le signal de sa perte. Les factieux de cette époque tout en lui adressant des protestations d'amour demandaient seulement le renvoi des ministres ; il céda, tout fut perdu ».

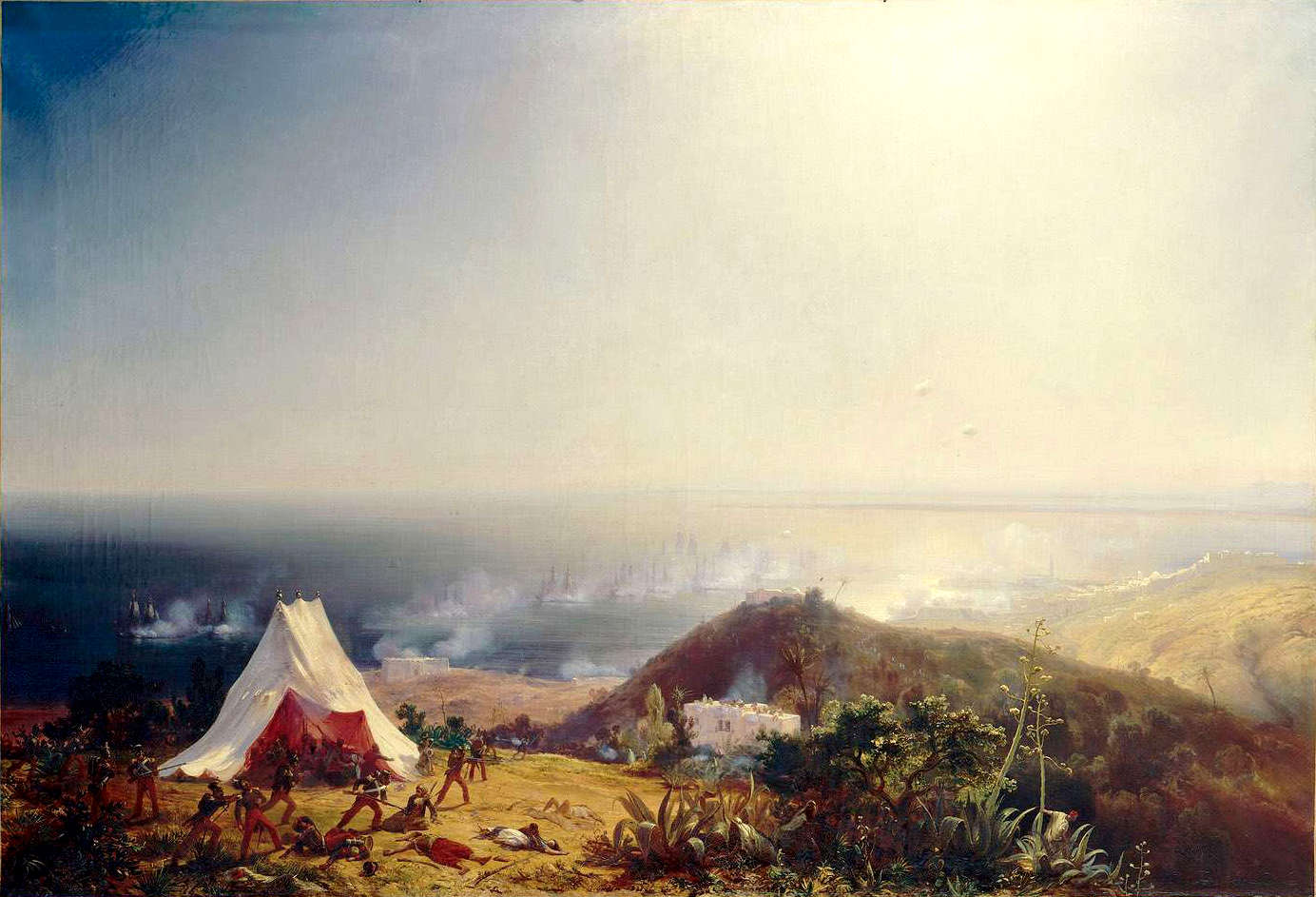
Attaque d'Alger par la mer, le 29 juin 1830, huile sur toile de Théodore Gudin.

Le lendemain, 9 juillet, arrive à Paris la nouvelle de la prise d’Alger. Ce succès militaire, mais aussi politique, conforte le roi et balaye les hésitations.
À partir du 10 juillet, le roi et les ministres préparent les ordonnances dans le plus grand secret. Même le préfet de police et les autorités militaires ne sont pas mis dans la confidence, si bien que les responsables du maintien de l'ordre à Paris n'ont fait aucun préparatif (les moyens de ravitailler les soldats pendant plusieurs jours ne sont pas là et ceux-ci ne disposent que de 40 cartouches par homme). Plus grave, la garde nationale, cette milice bourgeoise supprimée en 1827, a conservé ses armes. Polignac, qui exerce l’intérim du ministère de la Guerre en l’absence de Bourmont, envoyé en Algérie, assure disposer de 18 000 hommes à Paris et dans les environs, ce qui lui semble suffisant pour réprimer une éventuelle résistance. Le préfet de police, Claude Mangin, assure de son côté que « Quoi que vous fassiez, Paris ne bougera pas, je répond de Paris sur ma tête ».
L’opposition libérale, qui se doute qu’un coup de force se prépare, redoute une insurrection populaire qu’elle n’est pas certaine de pouvoir maîtriser. La grande majorité des députés libéraux, issus de l’aristocratie ou de la bourgeoisie aisée, ne sont nullement démocrates. Le 10 juillet, une quarantaine de députés et de pairs, réunis chez le duc de Broglie, décident qu’en cas de reformes de la part du roi, ils refuseraient le vote du budget. Parallèlement, des discussions sont engagées avec l’entourage de Charles X par l’intermédiaire d’un de ses familiers, Ferdinand de Bertier de Sauvigny. Les députés proches du Palais-Royal pourraient accepter le maintien de Polignac, des modifications de la loi électorale et du régime de la presse, moyennant l’entrée dans le cabinet de trois ministres libéraux dont Casimir Perier et le général Sébastiani. Mais ces discussions tournent court : Polignac, las des intrigues de l'opposition, préfère refuser.
Le duc d’Orléans, de son côté, passe l’été dans son château de Neuilly, où il s’est installé avec sa famille le 9 juillet. Il fait l’indifférent et attend son heure. Le marquis de Sémonville, grand référendaire de la Chambre des pairs, vient lui rendre visite le 21 juillet et lui fait des ouvertures précises :

« – La couronne ? Jamais, Sémonville, à moins qu’elle ne m’arrive de droit !

– Ce sera de droit, Monseigneur, elle sera par terre, la France la ramassera et vous forcera à la porter. »

Le 25 juillet à onze heures du soir, le garde des sceaux, Chantelauze, remet les ordonnances au rédacteur en chef du Moniteur pour qu’elles soient imprimées dans la nuit. Elles ne seront publiées qu'assez tard dans la journée du lundi 26, Polignac ayant volontairement retardé la parution du journal :
- la première ordonnance suspend la liberté de la presse et soumet toutes les publications périodiques à une autorisation du gouvernement ;

- la deuxième dissout la Chambre des députés alors que celle-ci vient d’être élue et ne s’est encore jamais réunie ;

- la troisième écarte la patente pour le calcul du cens électoral, de manière à écarter une partie de la bourgeoisie commerçante ou industrielle, d’opinions plus libérales, réduit le nombre des députés de 428 à 258 et rétablit un système d’élections à deux degrés dans lequel le choix final des députés procède du collège électoral de département, qui rassemble seulement le quart des électeurs les plus imposés de la circonscription ;

- la quatrième convoque les collèges électoraux pour septembre ;
- les cinquième et sixième procèdent à des nominations au Conseil d’État au profit d’ultras connus tels que le comte de Vaublanc par exemple[9].

## Révolution de Juillet

### Lundi 26 juillet: début de la révolte

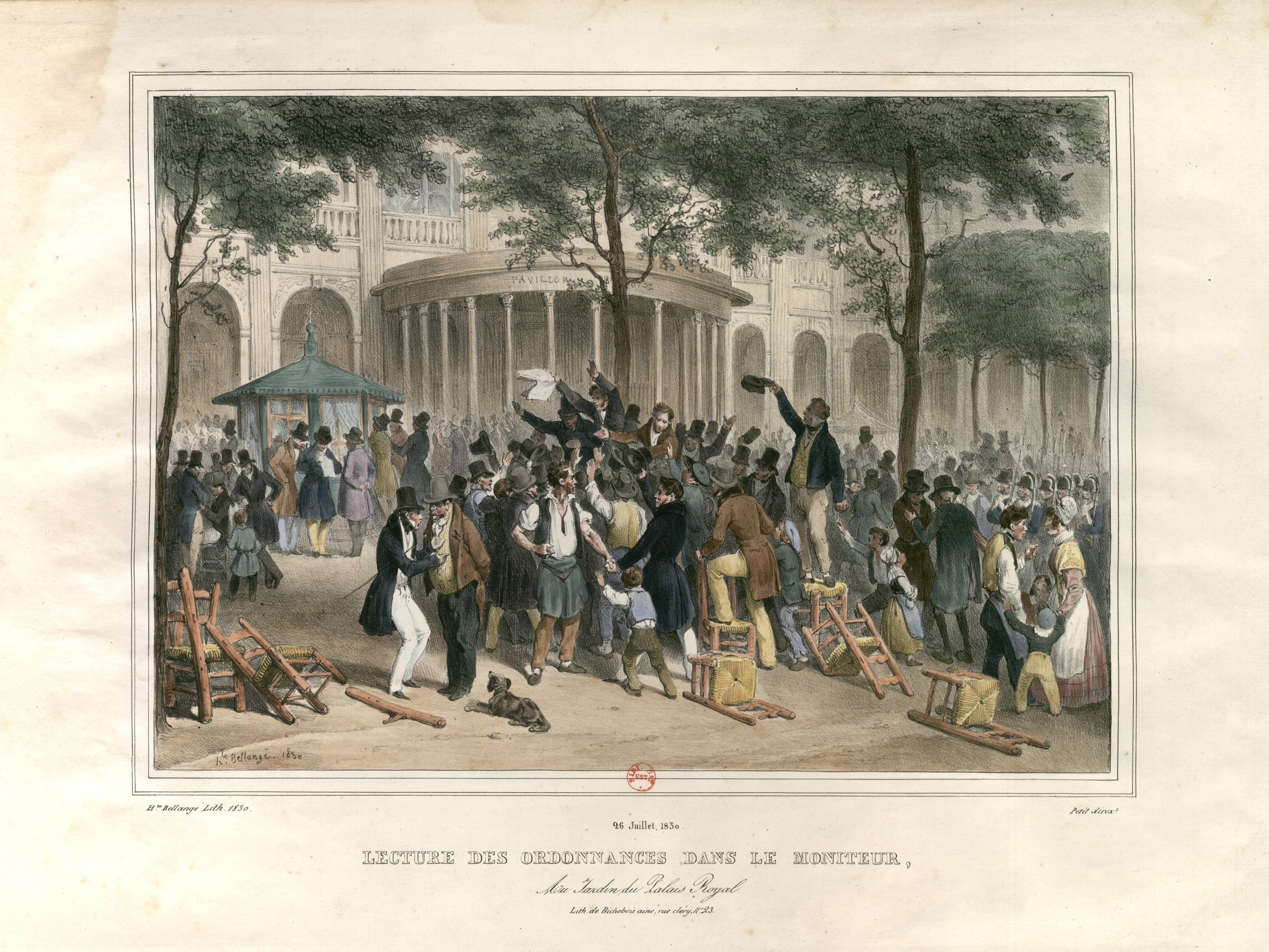
Lecture, au jardin du Palais-Royal, des ordonnances royales limitant la liberté de la presse, le 26 juillet 1830.
Lithographie coloriée, Paris, Éd. Bichebois aîné, 1830.

La publication des ordonnances le lundi 26 juillet crée la stupeur. L'opposition s’attendait à un coup de force, mais on n’imaginait pas que le roi agirait avant la réunion des Chambres prévue pour le 3 août. L’effet de surprise est donc total, alors que la plupart des opposants ne sont pas encore rentrés à Paris.
Dès le début de l’après-midi, les propriétaires du Constitutionnel organisent une réunion chez leur avocat, André Dupin, par ailleurs député libéral et avocat du duc d’Orléans. Y assistent quelques journalistes, dont Charles de Rémusat et Pierre Leroux du Globe, et des avocats comme Odilon Barrot et Joseph Mérilhou. Dupin estime que les ordonnances sont contraires à la Charte, donc illégales, mais, sur la suggestion de Rémusat de rédiger une protestation, il objecte que la réunion se tient dans son cabinet d’avocat et ne saurait donc prendre un tour politique. Rémusat et Leroux se rendent alors dans les bureaux du National où des journalistes sont réunis autour de Thiers, Mignet et Carrel. Le journal publie une édition spéciale appelant à la résistance par la grève de l’impôt. Thiers et Rémusat proposent d’élever une protestation solennelle qui est rédigée sur-le-champ et publiée le lendemain dans les journaux Le National, Le Globe et Le Temps. C'est la Protestation des 44 journalistes du 26 juillet 1830 :

« Le régime légal est […] interrompu, celui de la force est commencé. Dans la situation où nous sommes placés, l’obéissance cesse d’être un devoir. […] Aujourd’hui donc, des ministres criminels ont violé la légalité. Nous sommes dispensés d’obéir. Nous essaierons de publier nos feuilles sans demander l’autorisation qui nous est imposée. »

— Protestation des 44 journalistes du 26 juillet 1830.

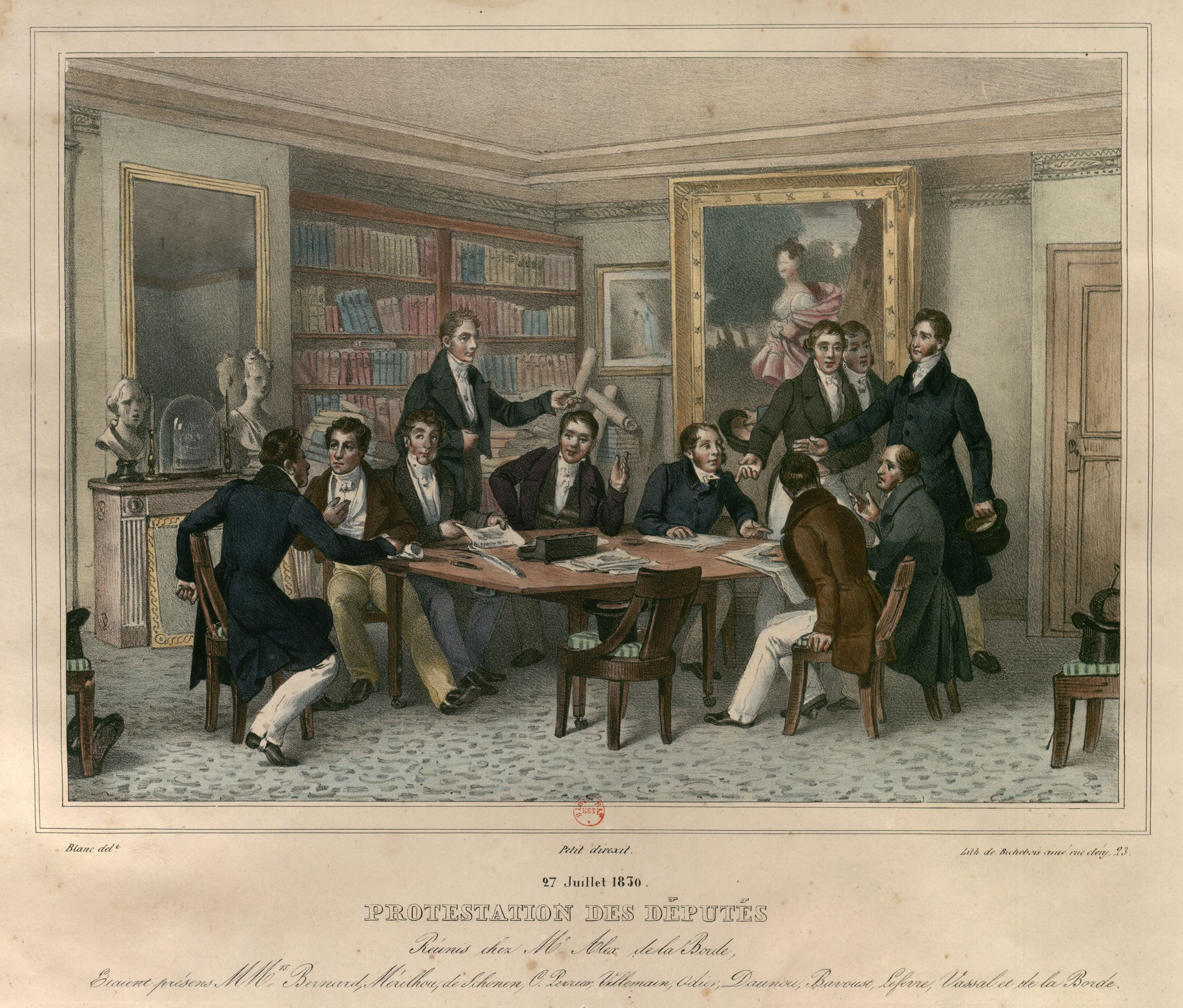
Protestation des députés réunis chez Alexandre de Laborde, le 27 juillet 1830.

Au même moment, les députés libéraux présents à Paris cherchent à s’organiser, mais redoutent la réaction du gouvernement. Alexandre de Laborde et Louis Bérard sont les plus allants. Une première réunion a lieu chez Casimir Perier dans l’après-midi du 26, où se retrouvent Bérard, Bertin de Vaux, Laborde, Saint-Aignan, Sébastiani et Taillepied de Bondy. Bérard propose une protestation collective, mais ses collègues refusent de s’engager. Déçu, il se rend, accompagné par Laborde, dans les bureaux du National où il se joint à la protestation de Thiers.
Dans la soirée, une quinzaine de députés se réunissent chez Laborde, parmi lesquels Bavoux, Bérard, Lefebvre, Mauguin, Perier, Persil, Schonen. Bérard propose à nouveau une protestation collective, mais les députés présents se dérobent au motif qu’ils ne sont pas suffisamment nombreux. On se borne à décider de se revoir le lendemain à quinze heures chez Casimir Perier qui, quoique visiblement embarrassé, n’ose pas refuser son salon.
Au même moment, quelques attroupements commencent à se former au Palais-Royal, place du Carrousel, place Vendôme. On crie : « Vive la Charte ! À bas les ministres ! À bas Polignac ». Des manifestants reconnaissent la voiture de Polignac qui, en compagnie du baron d’Haussez, rentre à l’hôtel des Affaires étrangères, alors sis rue Neuve-des-Capucines. Des pierres sont lancées en direction de l’équipage, une vitre est brisée dont les éclats égratignent d’Haussez, mais le cocher parvient à entrer au grand galop dans la cour de l’hôtel dont les gendarmes referment aussitôt la porte. Un début d'agitation de la capitale mais qui ne va guère loin. La nuit très calme rassure les autorités.

### Mardi 27 juillet: la journée des pierres

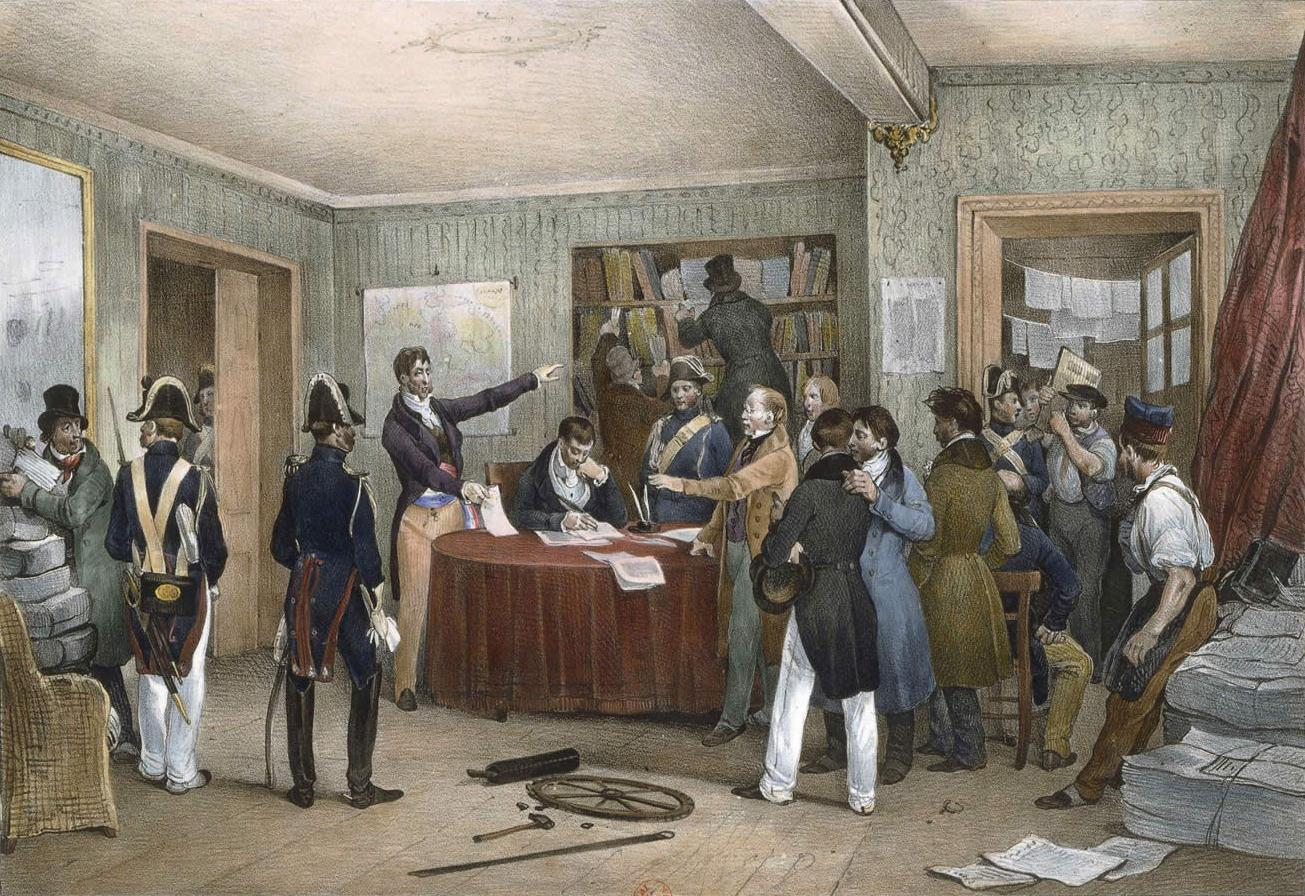
Saisie des presses du journal Le National (27 juillet 1830).
Lithographie de Victor Adam.

La première des Trois Glorieuses, appelée Journée des pierres, finit par des coups de fusil.
Le National, Le Temps, Le Globe paraissent sans autorisation et publient la protestation des journalistes. Les deux grands journaux, les Débats et Le Constitutionnel se sont abstenus. Aussitôt, le préfet de police, Claude Mangin, ordonne la saisie des presses des journaux en cause et le parquet lance des mandats d’arrêt contre les signataires de la protestation. De vives échauffourées ont lieu entre la police et les ouvriers typographes, qui redoutent de perdre leur emploi. Beaucoup de boutiques ferment, mettant sur le pavé leurs employés.

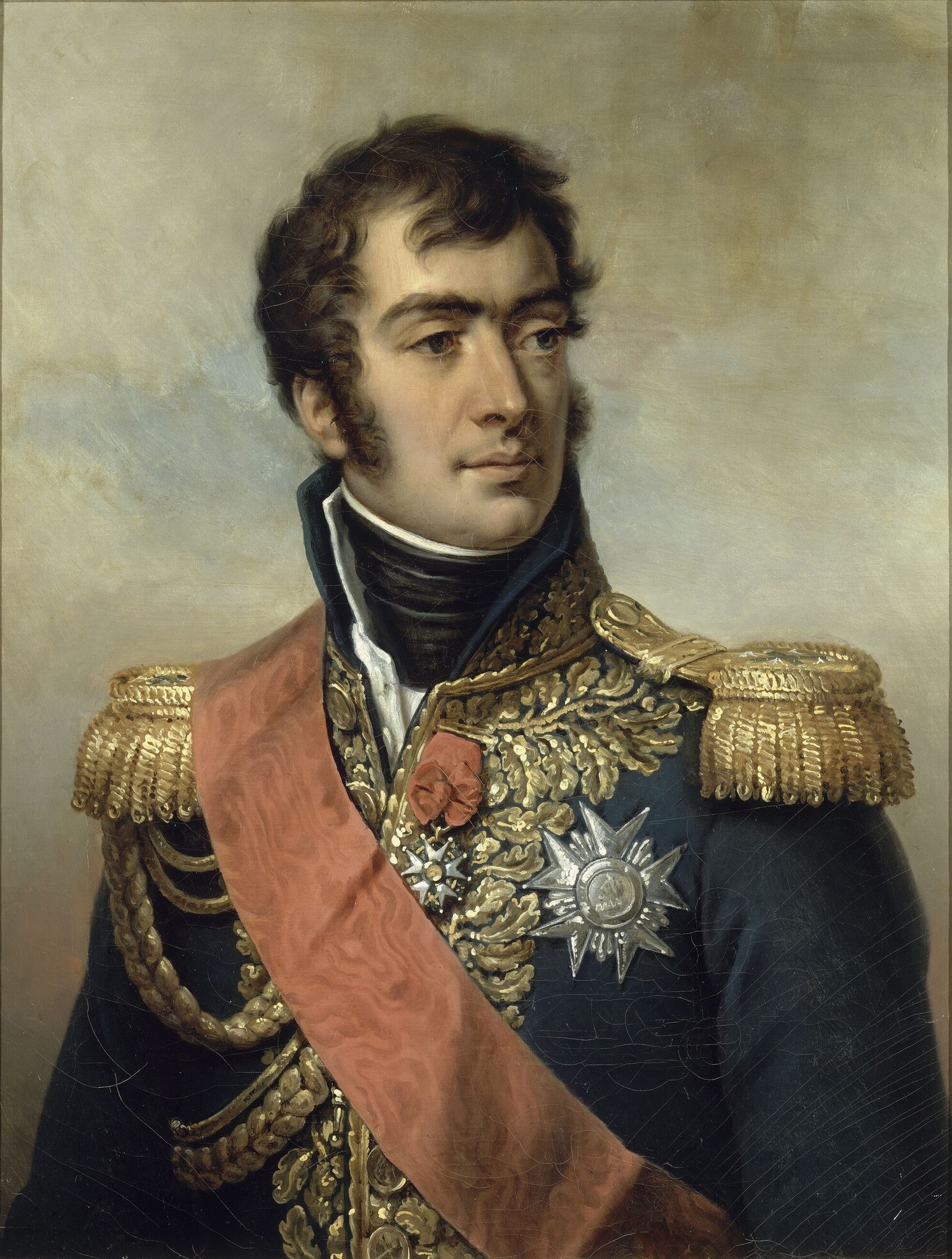
Le maréchal Marmont, duc de Raguse.

C'est seulement vers midi que Polignac remet au maréchal Marmont l'ordonnance qui le nomme commandant de la division de Paris. Marmont est un vieux soldat de Napoléon, expérimenté mais impopulaire. En 1814, après avoir perdu la bataille de Paris et estimant la situation sans issue, il a livré son corps d'armée aux alliés. Napoléon, de retour de l'île d'Elbe, l'a dénoncé comme traître. L’annonce de sa nomination exaspère la foule. Par ailleurs, Marmont n'est pas enthousiaste d'avoir été choisi pour cette opération qu'il juge peu glorieuse. Il déteste Polignac et garde rancune au pouvoir de n’avoir pas été choisi pour commander le corps expéditionnaire en Algérie.
Pour rétablir l'ordre, il dispose de 11 500 hommes. Les régiments de la garde royale, dont un régiment de Suisses, soit 5 500 hommes sont considérés comme sûrs. Le reste est composé de régiments d'infanterie de ligne peu préparés à tirer sur la population parisienne. Marmont s'installe aux Tuileries, met en place son dispositif et commence à disperser les attroupements autour de la place du Palais-Royal.
À quinze heures, une trentaine de députés libéraux se réunissent chez Casimir Perier sous la présidence de leur doyen d’âge, le député d’extrême gauche Labbey de Pompières qui s’était rendu célèbre en demandant, en 1829, la mise en accusation du ministère Villèle. La plupart des députés présents sont inquiets, et se demandent s’ils ont le droit de se réunir. Bérard, qui trouve Casimir Perier « remarquable par un air de gêne et de contrainte extrêmement prononcé », propose une nouvelle fois de rédiger une protestation. Villemain suggère une simple lettre à Charles X et Dupin, des protestations individuelles. Après de nouvelles tergiversations, seul Guizot s’offre pour préparer un projet de refus de l'impôt qu’il soumettra le lendemain. Vers dix-sept heures, les députés se séparent une fois de plus sans avoir rien résolu de clair. En réalité, la majorité des députés n’a aucune envie de créer l’irréparable avec Charles X et les ministres, et s’accommoderait d’un retrait des ordonnances et d’un changement de ministère.
Pendant ce temps, les premiers groupes d’émeutiers ont commencé à se heurter à la police et à la gendarmerie aux alentours du Palais-Royal. Poussés par quelques meneurs, les manifestants harcèlent les troupes à coups de pavés, de briques ou de pots de fleurs à la galerie de Nemours. Ils crient : « Vive la Charte ! A bas les ordonnances ! A bas les ministres ». Débusqués par la troupe, ils se replient sur la rue de Montpensier puis la rue du Lycée poursuivis par les gendarmes pendant qu'un escadron de cavalerie fait évacuer la place du Palais-Royal. La troupe a tiré et les premières victimes sont tombées.

Louis Rozet raconte dans sa Chronique de Juillet 1830

« Vers cinq heures, la première barricade fut faite dans la rue Saint-Honoré, allant de l'angle de la rue de Richelieu à celui de la rue de Rohan, au moyen de trois grosses voitures. À l'abri de ce rempart, les Parisiens assaillirent à coups de pierres un détachement de gendarmerie posté sur la place du Palais-Royal, qui recevait aussi des pierres du côté de la rue du Lycée. Quelques coups de fusil furent tirés (…) Un cri de « Vive le duc d'Orléans » s'était fait entendre. Un peloton de lanciers, fut envoyé au galop enfilant les rues de Rohan et de Richelieu par-derrière la barricade, dispersa la foule sans faire usage des armes.
À peu près en même temps, une autre barricade avait été formée au coin de la rue de l'Échelle et de la rue Saint-Honoré, au moyen d'un Omnibus renversé et d'une voiture de porteur d'eau. Le maréchal envoya pour la détruire un de ses aides-de-camp, avec quinze hommes d'infanterie. Cet officier se lança dessus au pas de course ; des pierres furent jetées contre lui et son détachement ; et comme il sautait par-dessus le timon de l’Omnibus, un coup de bâton le renversa par terre ; mais les défenseurs de la barricade prirent la fuite. L'officier défendit que l’on tirât sur eux, et fit emmener les voitures. »

Marmont fait occuper les places et les grands carrefours :
- le 1er régiment d'infanterie de la Garde sur le boulevard des Capucines, avec deux pièces de canon,
- le 3e régiment d'infanterie de la Garde avec quatre pièces de canon, 150 lanciers et la gendarmerie d'élite, au Carrousel ;
- les Suisses (7e régiment d'infanterie de la Garde) avec six pièces de canon, sur la place Louis XV ;
- le 15e léger, au Pont-Neuf ;
- le 5e de ligne, sur la place Vendôme ;
- le 53e de ligne, sur les boulevards Poissonnière et Saint-Denis ;
- le 50e de ligne, avec le 1er régiment de cuirassiers de la Garde, à la place de la Bastille.[13]

Il donne l’ordre à ses troupes « d’employer la baïonnette si on leur résiste et de ne faire feu que dans le cas où on ferait feu sur elles. Elles tireront cependant des coups de fusil aux fenêtres d'où on leur jetterait des pierres. Elles marcheront avec résolution et en battant la charge. Il est important que ce mouvement ait lieu avant la nuit et qu'il s'opère à sept heures (du soir) ».

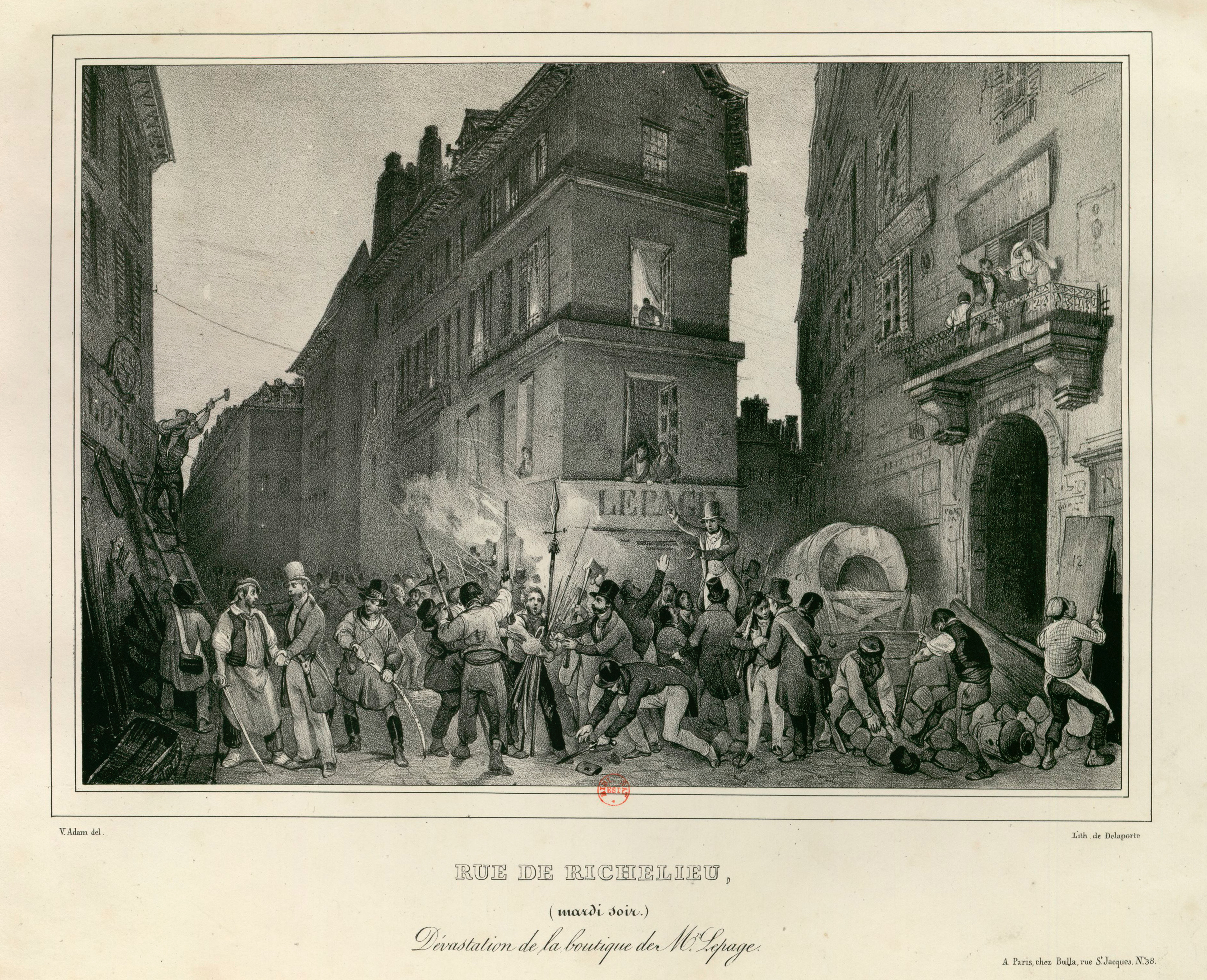
Pillage de la boutique Le Page, rue de Richelieu, le 27 juillet.

Dans la soirée, on commença à voir des armes dans la foule, soit des armes de chasse, soit celles de la garde nationale, licenciée en 1827, mais non désarmée. Pour en avoir davantage, on pilla les boutiques des armuriers dont la boutique du célèbre arquebusier Le Page (devenu Fauré Le Page en 1868) située rue de Richelieu, à proximité du Palais-Royal.
La foule porte sur la place de la Bourse, en criant vengeance, le corps d'un homme tué près du Palais-Royal dans le but d’émouvoir la troupe et les gendarmes. Rapidement les pierres volent vers le poste de garde où se sont réfugiés les gendarmes. Ils sortent quand on les menace de mettre le feu et se retirent sans riposter. Le feu est mis au corps-de-garde et les pompiers, qui viennent pour l'éteindre sont repoussés. Plusieurs détachements de la Garde et de la ligne se succèdent sur la place de la Bourse, et tentent de la faire évacuer. Il y a des pierres lancées, mais on ne tire ni d’un côté ni de l’autre.
Vers 22 h 30, l'agitation est retombée et Marmont rapatrie la ligne dans ses casernes pour reposer les soldats. Paris est plongé dans le noir, les réverbères ont été cassés.
Le bilan de la journée semble favorable au gouvernement. Personne n’envisage, pas même chez les opposants à Charles X, des plus modérés aux plus radicaux, que le peuple de Paris, qui n’a pas suivi lors des émeutes de novembre 1827 où des barricades avaient déjà été dressées rue Saint-Denis, puisse faire basculer le rapport de force.

### Mercredi 28 juillet: révolution populaire

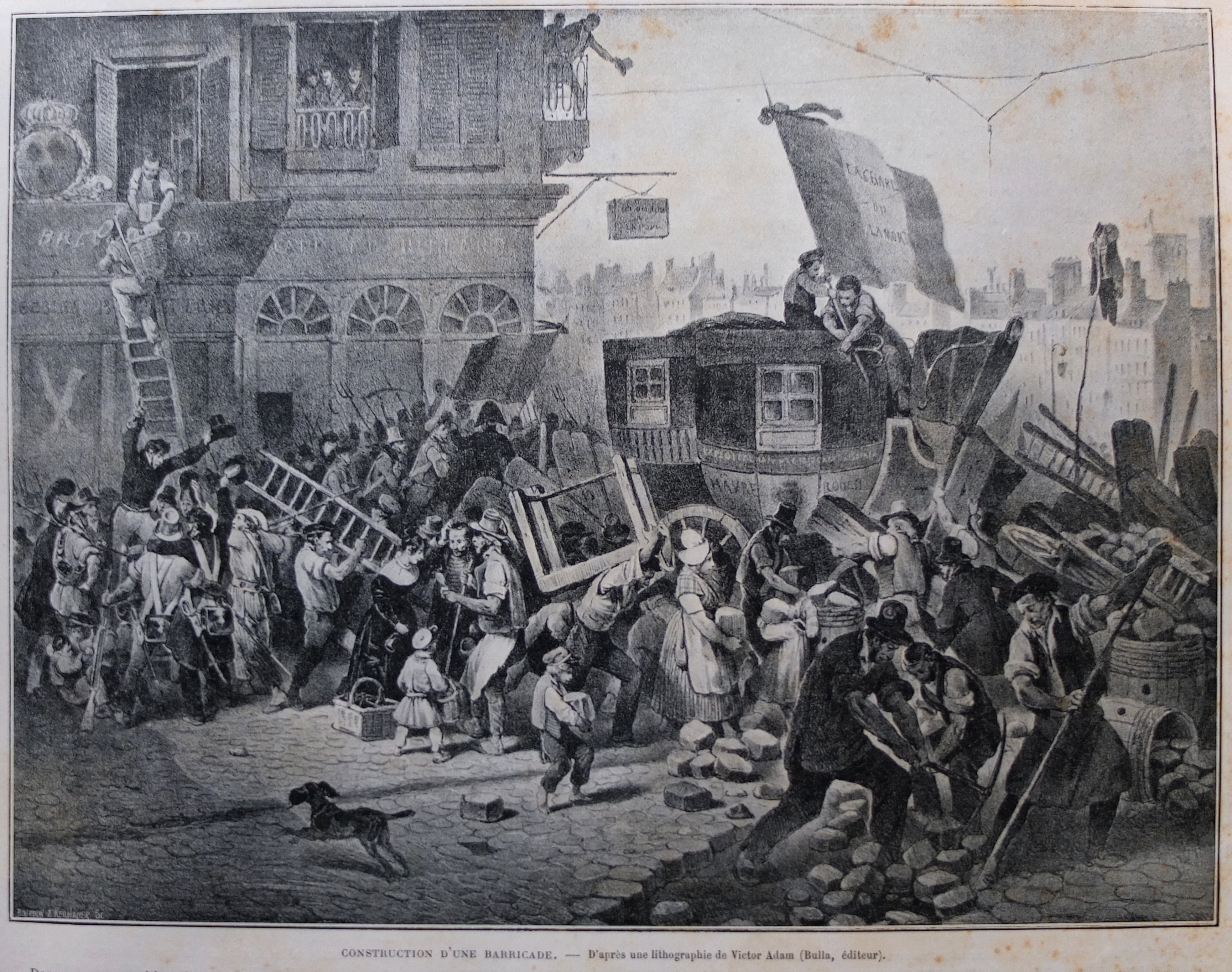
Construction d'une barricade (28 juillet 1830).

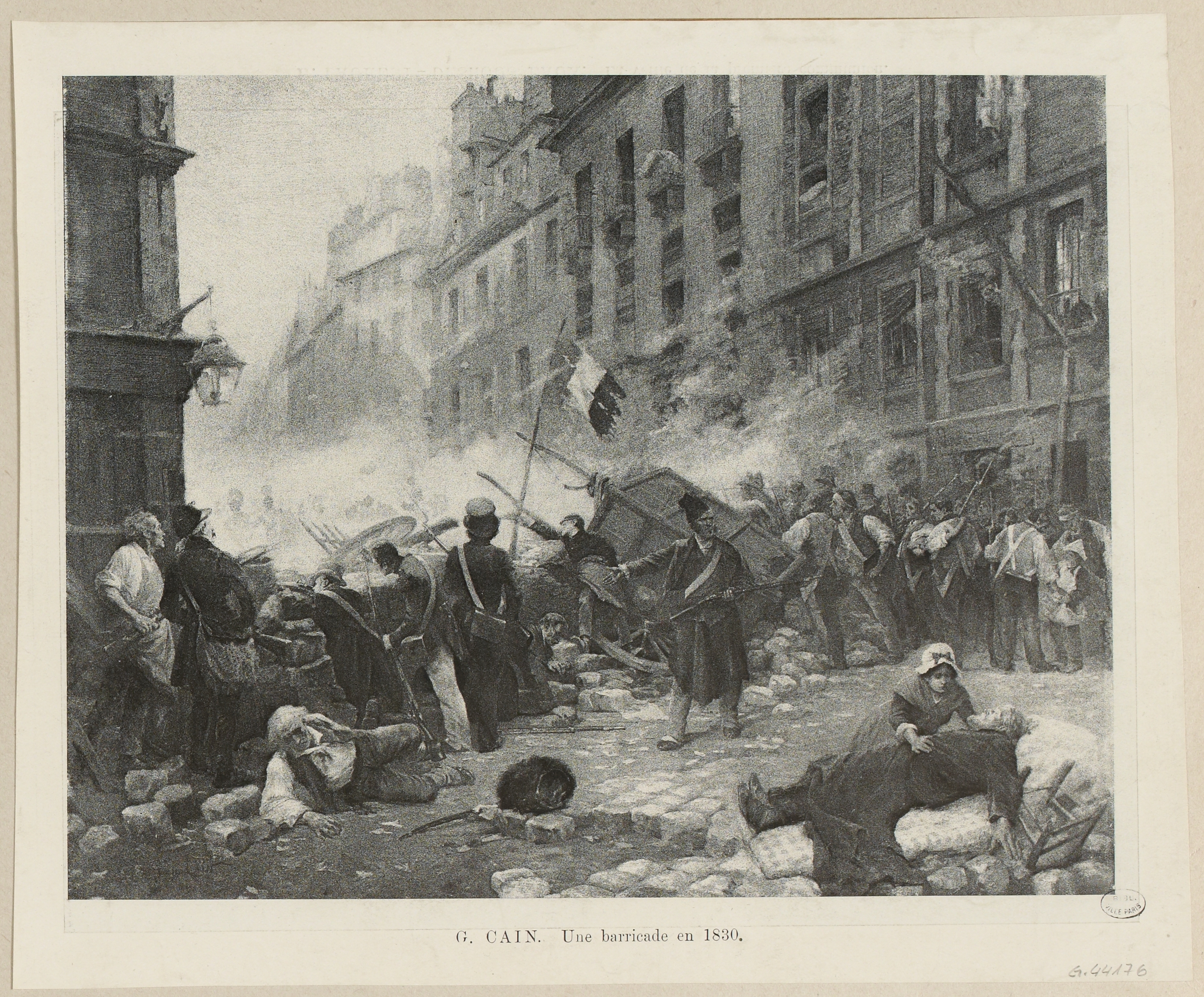
Une barricade en 1830, de Georges Cain.

Tout bascule dans la nuit du 27 au 28. Au petit matin du mercredi, une foule d’étudiants, d’ouvriers, de gardes nationaux (cette milice bourgeoise, licenciée par Villèle en 1827, a conservé ses armes), d’anciens militaires parcourt les rues en criant : « Vive la Charte ! À bas les ministres ! À bas les Bourbons ! ».
Les quartiers populaires de l’est et du centre parisien se hérissent de barricades. Cette technique, destinée à tirer profit de l’étroitesse des rues et de la complicité des maisons avoisinantes, remonte à la Ligue et à la Fronde. Absente pendant les journées révolutionnaires, elle réapparaît lors des émeutes néo-jacobines de 1795 (12 germinal et 1er prairial) ainsi que lors des troubles de la rue Saint-Denis les 19 et 20 novembre 1827 et devient la stratégie par excellence du Paris révolutionnaire au XIXe siècle.
La sociologie de l’émeute demeure un sujet de controverses entre les historiens. Pour l’historiographie socialiste et communiste, dans la lignée d’Ernest Labrousse, les insurgés sont des victimes de la crise économique et des exclus. Pour d’autres, comme David H. Pinkney, ce sont essentiellement des artisans, des boutiquiers et des employés, dont beaucoup de gardes nationaux. Pour Jean Tulard, se basant sur les archives de la préfecture de police, ce sont « des ouvriers saisonniers, sans passé ni traditions révolutionnaires […] masse facilement entraînée par les étudiants et les meneurs politiques ».
Il y a bien sûr des meneurs, militants républicains (ils ne sont qu’une poignée, mais actifs et déterminés : Godefroy Cavaignac, Joseph Guinard, Armand Marrast, Louis-Adolphe Morhéry, François-Vincent Raspail, Ulysse Trélat, Ferdinand Flocon, Auguste Blanqui, etc.) et bonapartistes, souvent anciens soldats de l’Empire (plus nombreux, ils se retrouvent au sein de sociétés secrètes sous l’égide de la Charbonnerie). Mais la force de l’insurrection est ailleurs, dans le soulèvement spontané d’une population qui rejette le régime des Bourbons.
On évalue en général le nombre des insurgés combattant à guère plus de 8000 face à environ 12000 soldats, mais ils sont soutenus par la majorité de la population parisienne qui participe à l’érection des barricades et bombarde les troupes du haut des immeubles.
« Ce n’est pas une bataille pour rire », écrit l'historien François Furet, « puisqu’il y aura plusieurs centaines de morts du côté des insurgés, mais c’est une bataille où la force est très vite du côté du nombre et la faiblesse du côté des armes. D’un bout à l’autre, l’unité de la bourgeoisie et du peuple en garantit l’issue. Et ce que j’appelle ici bourgeoisie, un monde défini par la richesse et l’éducation, ne cesse d’en avoir le contrôle. L’argent, la banque, l’industrie, la littérature, l’université, la politique, toutes les illustrations de la classe moyenne, sont au combat, sinon au premier rang des combattants ».
Dès le début de la matinée, les insurgés se rendent maîtres de l’hôtel de ville, au sommet duquel ils hissent le drapeau tricolore, ainsi que sur les tours de Notre-Dame, provoquant une intense émotion dans la population parisienne.

Dès midi, Marmont ne contrôle plus Paris. Jugeant la situation très sérieuse, il adresse à Charles X, qui se trouve au château de Saint-Cloud, le célèbre message : 

« Mercredi, à neuf heures du matin.
J'ai déjà eu l'honneur de rendre hier compte à votre majesté de la dispersion des groupes qui ont troublé la tranquillité de Paris. Ce matin ils se reforment plus nombreux et plus menaçants. 
Ce n'est plus une émeute : c'est une révolution. Il est urgent que votre majesté prenne des moyens de pacification. L'honneur de la Couronne peut encore être sauvé, demain, peut-être, il ne serait plus temps. Je prends pour la journée d'aujourd'hui les mêmes mesures que celles d'hier. Les troupes seront prêtes à midi, mais j'attends avec impatience les ordres de votre majesté. »

Charles X ne veut faire aucune concession. L’état de siège est proclamé. Le gouvernement rejoint Marmont aux Tuileries pour le soutenir. Ce dernier envoie des officiers à Versailles et à Saint-Denis, pour faire venir à Paris les régiments qui s'y trouvent. Il expédie en même temps des courriers à Melun, Fontainebleau, Provins, Beauvais, Compiègne et Orléans, pour appeler les troupes de la Garde qui y tiennent garnison. Le 4e régiment d'infanterie revenant de Caen, en chemin pour être à Paris le 3 août, est prié d’accélérer sa marche.
Le maréchal partage ses troupes en trois colonnes chargées de converger vers l’Hôtel de Ville. Le général Talon doit occuper la place de Grève en passant par les quais de la Seine. Le général Saint-Chamans doit dégager les boulevards au nord, atteindre la place de la Bastille, reconquérir le faubourg Saint-Antoine et rejoindre l’Hôtel de Ville. Le général Quinsonnas, à la tête de la troisième colonne, doit occuper le marché des Innocents, et par la rue Saint-Denis, faire sa jonction avec les boulevards.
Les troupes engagées se heurtent aux barricades et aux tirailleurs des fenêtres. La fusillade la plus vive et la plus meurtrière a lieu ainsi entre les insurgés tirant de haut en bas, et les soldats tirant de bas en haut. Les insurgés presque invisibles et invulnérables ont un grand avantage sur des troupes peu accoutumées à ce genre de combat, et formant des masses compactes sur lesquelles il est facile de tirer. Dans beaucoup de maisons, on monte des pavés, pour les lancer sur les troupes, ainsi que des tuiles, des fragments de bouteille, des bûches, des boules.
Le général Talon parvient à l’hôtel de Ville, l’occupe et peut contenir les insurgés venus de la rive gauche. Mais il perd des hommes et, isolé, les autres colonnes n’ayant pu le rejoindre, doit l’évacuer vers 11 heures du soir en direction des Tuileries.

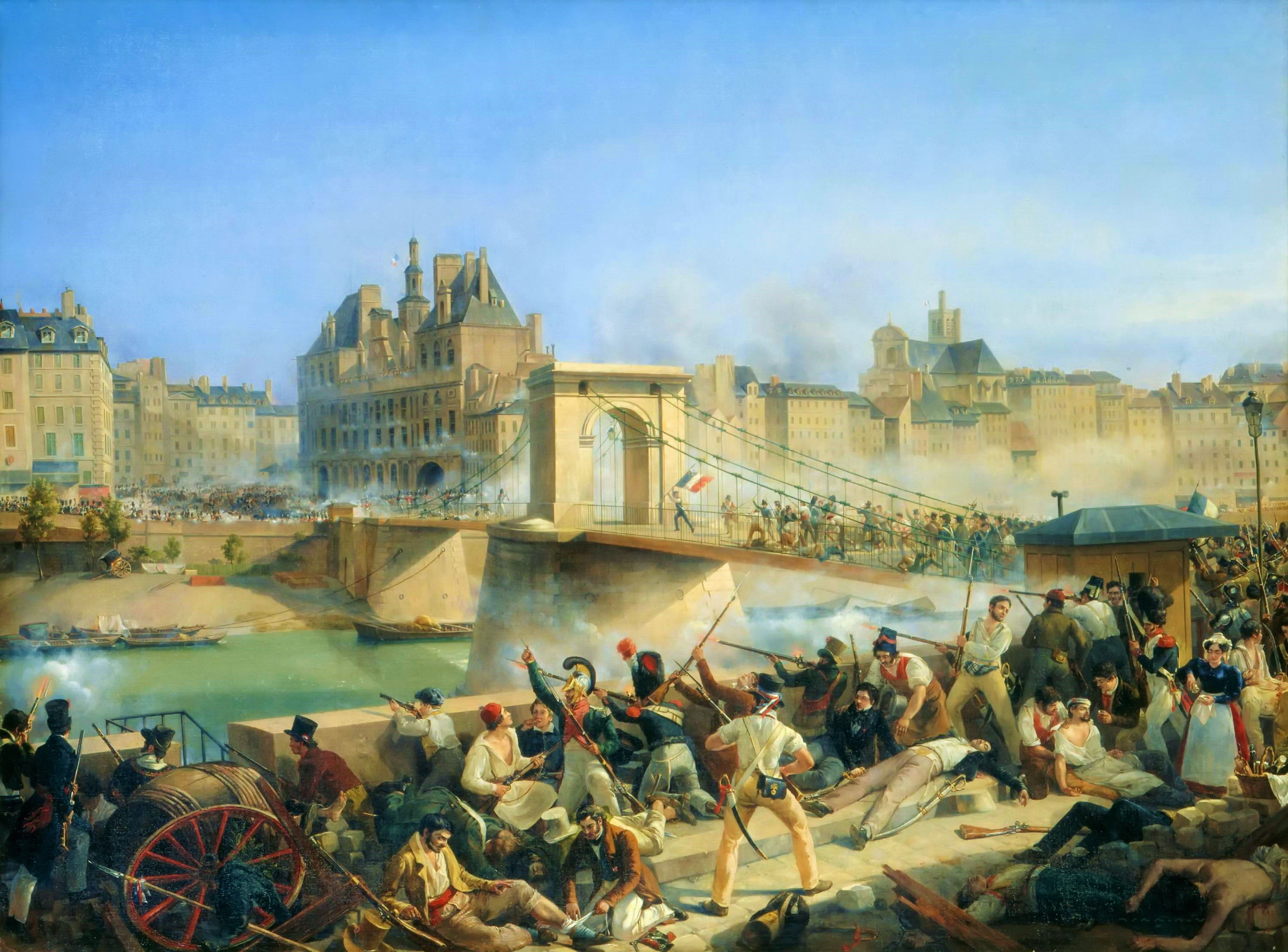
Prise de l'Hôtel de ville : le Pont d'Arcole, huile sur toile par Amédée Bourgeois, 1831, musée de Versailles.

Le tableau ci-contre représente la contre-attaque des insurgés dans l'après-midi après la reprise de l'Hôtel de Ville par Talon. Les manifestants viennent de la rive gauche. Protégés par le parapet du quai, ils échangent des balles avec les troupes occupant la place de Grève. On y voit mêlés ouvriers, étudiants et bourgeois, ainsi que d'ex-militaires. Les femmes, très présentes dans l'insurrection, aident les médecins à pratiquer leurs soins. L'armement est hétéroclite. Un jeune apprenti serrurier se saisit d'un drapeau tricolore et entraîne les insurgés derrière lui. Mortellement atteint, il se serait écrié : « Mes amis, souvenez-vous que je me nomme Arcole », souvenir sans doute de Bonaparte à Arcole. Le pont, reconstruit en 1854, portera désormais ce nom.

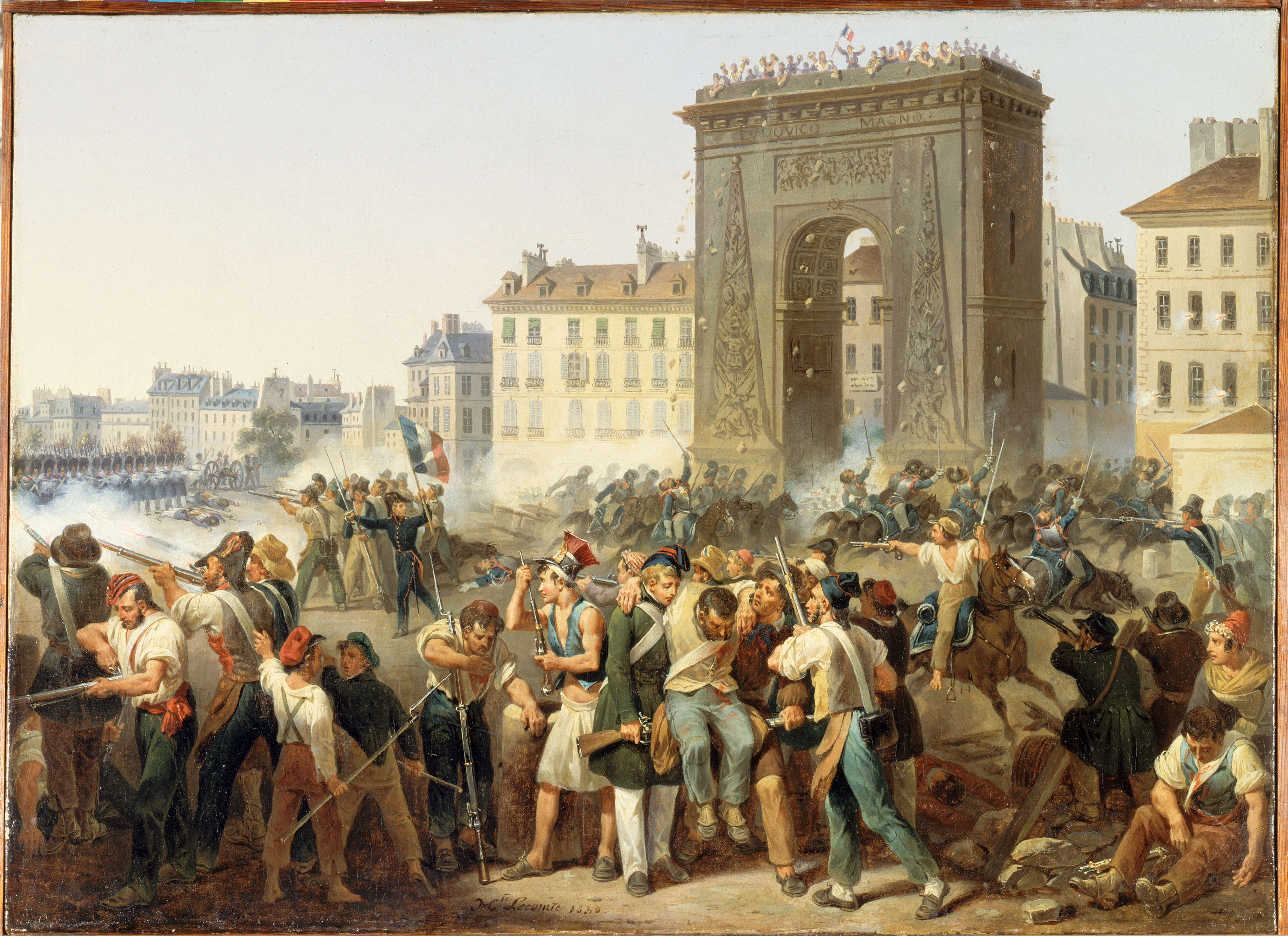
Le combat de la Porte Saint-Denis. Hippolyte Lecomte, 1830. Paris, musée Carnavalet.

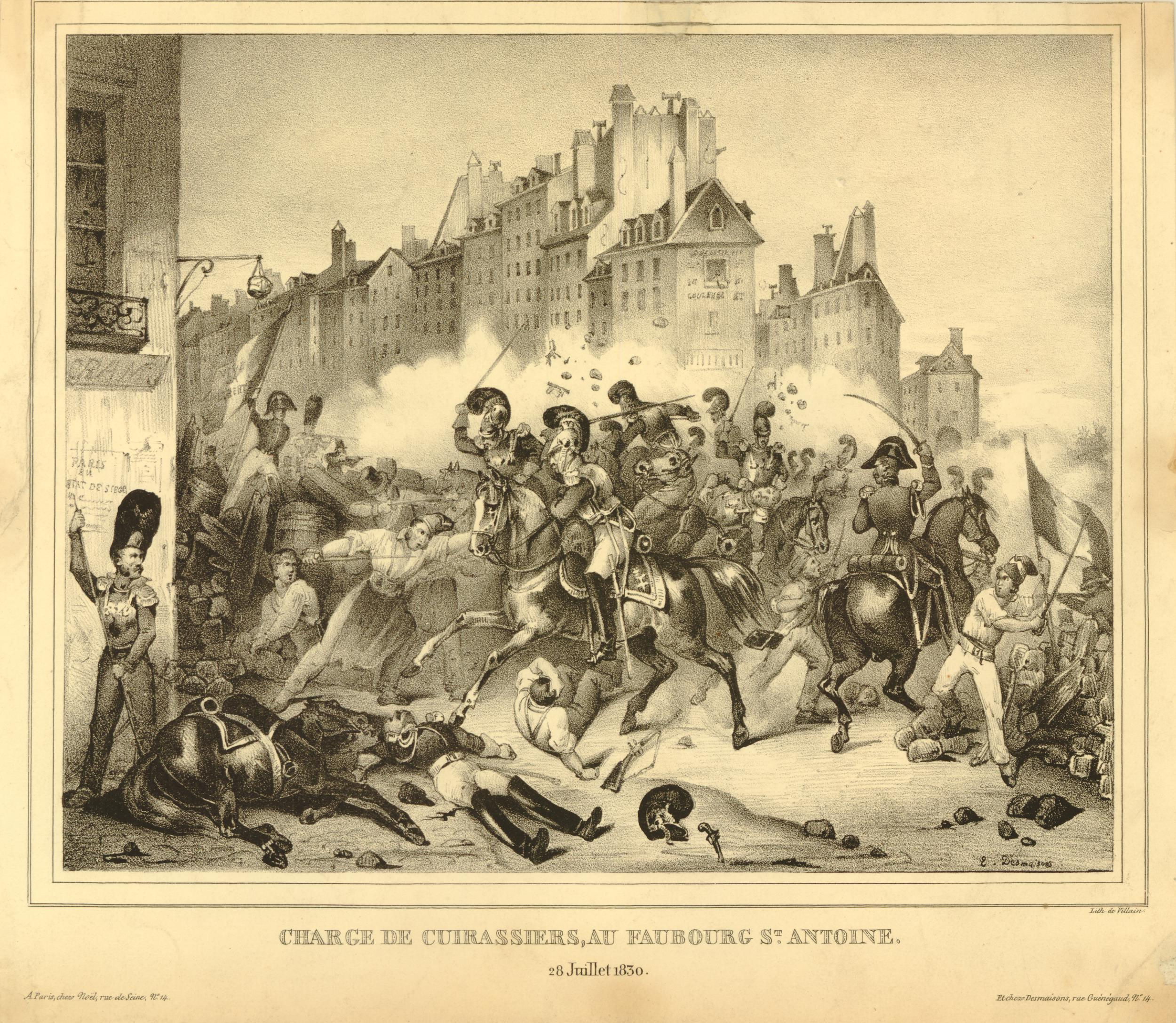
Charge de cuirassiers, au faubourg Saint-Antoine, 28 Juillet 1830.

Le général Quinsonnas parvient à atteindre le marché des Innocents, mais pris sous un feu nourri doit se retirer sous la halle. Une colonne de ses troupes qui essaie d’atteindre les boulevards est décimée rue Saint-Denis. Il doit se replier sur les Tuileries avec de lourdes pertes. Le général Saint-Chamans dégage les boulevards jusqu’à la porte Saint-Denis où il se heurte au « réduit parisien ». De la porte Saint-Denis jusqu’à la Bastille, ses troupes s’épuisent dans un long combat. Arrivé à la Bastille, il essaie de rejoindre l’Hôtel de Ville par la rue Saint-Antoine, mais doit rebrousser chemin, pris sous une grêle de balles, de pavés et même de meubles lancés des étages. Il est contraint de rejoindre les Tuileries par la rive gauche.
Marmont décide alors de concentrer ses troupes au Carrousel, entre le Louvre et les Tuileries où il pense pouvoir tenir en attendant des renforts. Ses soldats n’ont plus de cartouches, ni de vivres. Plusieurs dizaines de soldats de la ligne sont passés du côté des émeutiers.
Du côté politique, les députés libéraux continuent de rechercher une solution de compromis. Le général Gérard, député de l’Oise, familier du duc d’Orléans, envoie discrètement le docteur Thiébaut auprès du baron de Vitrolles pour le déterminer à faire une démarche auprès du roi afin d’obtenir le retrait des ordonnances. Vitrolles se rend à Saint-Cloud dans l’après-midi et rencontre pendant deux heures Charles X, qui continue de refuser toute concession. À midi, les députés se retrouvent chez Pierre-François Audry de Puyraveau, où l’on trouve notamment pour la première fois le banquier Laffitte et La Fayette, qui sont arrivés à Paris dans la nuit du 27. Laffitte, qui semble s’imposer comme chef, suggère d’envoyer auprès de Marmont une délégation constituée de généraux patriotes et de notables (Laffitte, Delessert, Casimir Perier, les généraux libéraux sans commandement Gérard et Mouton), chargée d’aller négocier un cessez-le-feu, et tenter une médiation entre le roi et Paris en ignorant Polignac.
Vers quatorze heures trente, la délégation est reçue par Marmont aux Tuileries. Le maréchal, invoquant les ordres reçus, exige la fin de l’insurrection comme préalable à un ordre de cesser le feu, tandis que la délégation réclame le retrait des ordonnances et le renvoi des ministres comme préalable à l’arrêt de l’émeute. La discussion tourne court, d’autant que Polignac, retranché dans une pièce voisine, refuse de recevoir les députés. Ceux-ci quittent les Tuileries vers quinze heures. Marmont envoie aussitôt un message à Charles X pour lui rendre compte et conclut : « Je pense qu’il est urgent que Votre Majesté profite sans délai des ouvertures qui lui ont été faites. », tandis que Polignac envoie, de son côté, un émissaire, sans doute porteur du conseil de ne pas céder un pouce de terrain. En fin d’après-midi, Marmont reçoit la réponse du roi : il l’invite à « tenir ferme » et à concentrer ses troupes entre le Louvre et les Champs-Élysées.
Du côté de l’opposition libérale, on est loin de croire à une victoire immédiate. Marmont peut recevoir des renforts et reprendre l’offensive. Le gouvernement a lancé des mandats d’arrêt contre La Fayette, Gérard, Mauguin, Audry de Puyraveau, Salverte et André Marchais, secrétaire de la société « Aide-toi, le ciel t'aidera ». Thiers est parti se cacher près de Pontoise tandis que Rémusat a trouvé refuge chez le duc de Broglie.
Jacques Laffitte, qui vient de rentrer de sa propriété de Breteuil, est le premier à engager des démarches auprès du duc d’Orléans. Au Palais-Royal, il prend contact avec le secrétaire des commandements du duc, Oudard, qui transmet à Louis-Philippe, à Neuilly, un message promettant au prince que Laffitte travaillera pour lui sans le compromettre, mais lui recommandant de « ne pas se compromettre lui-même en se faisant prendre dans les filets de Saint-Cloud ». Averti, dans la nuit du 27 au 28, par la femme de Taillepied de Bondy qu’un bataillon de la garde royale, caserné au faubourg Saint-Honoré, a reçu l’ordre de cerner le château de Neuilly « au moindre mouvement qui pourrait faire supposer l’intention de mêler [le duc] à une insurrection », Louis-Philippe passe la nuit du 28 au 29 dans une ancienne orangerie aménagée en magnanerie, qui flanque le petit château de Villiers, à la limite de la propriété.

### Jeudi 29 juillet: triomphe de l’insurrection

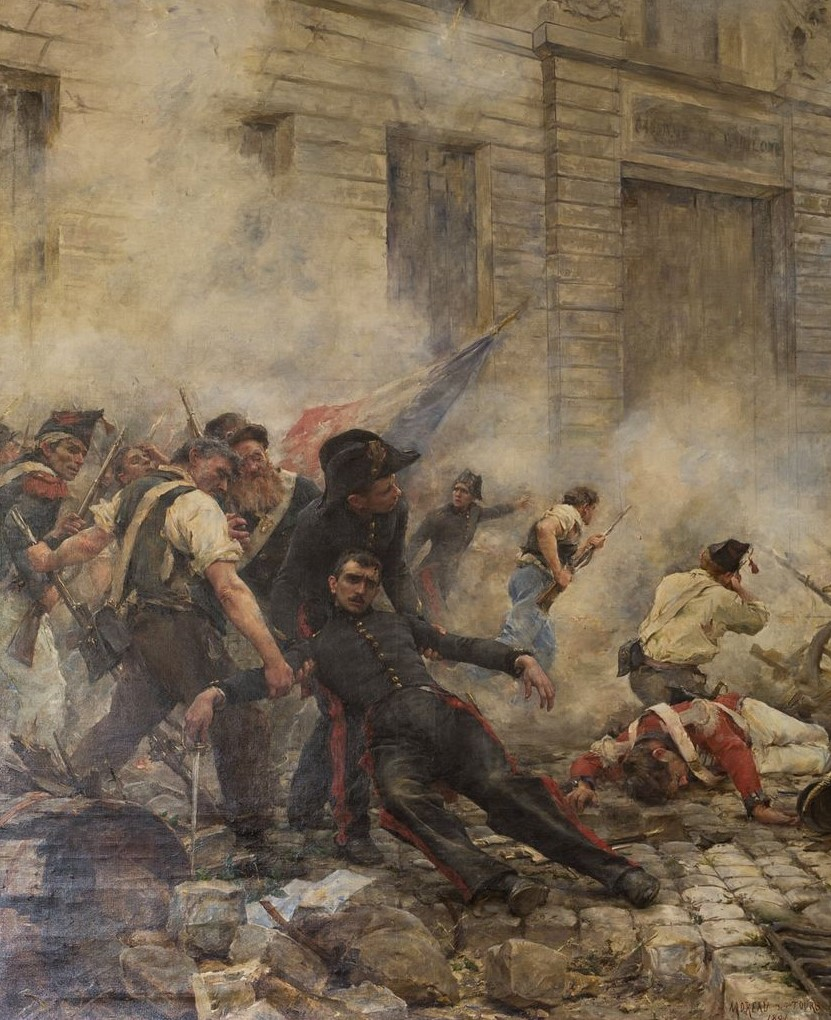
La mort du polytechnicien Vaneau. À Paris, une rue et une station de métro portent son nom. Tableau de Georges Moreau de Tours, 1891.

L’échec de l’offensive des troupes royales la veille renforce l’insurrection. Le matin du 29, une forte colonne d’étudiants républicains et de polytechniciens en uniforme où l’on remarque le jeune Charras, renvoyé de l’École peu de jours auparavant, se forme près du Panthéon et attaque les Tuileries par la rive gauche après avoir pris d’assaut la caserne des Suisses rue de Babylone (le polytechnicien Louis Vaneau est abattu en chargeant à la tête des insurgés).
Marmont attend des concessions du roi. Ses troupes, contraintes à l’attente, ont le sentiment qu’il va céder. Deux régiments de ligne place Vendôme et rue de Richelieu font défection et fraternisent avec les insurgés. Pour colmater la brèche, Marmont doit retirer des troupes du Louvre. Un malentendu laisse dégarnie la colonnade du Louvre qui est occupée par les insurgés qui tirent sur les Suisses stationnés dans les cours intérieures provoquant en fin d'après-midi la débandade des troupes et la chute des Tuileries. Marmont parvient à regrouper ses troupes place de la Concorde et organise sa retraite vers la barrière de l’Étoile.
Au petit matin, deux pairs, le marquis de Sémonville et le comte d’Argout, se rendent aux Tuileries pour demander à Polignac de démissionner et d’obtenir le retrait des ordonnances. À l’issue d’une entrevue orageuse, les deux pairs d’un côté, le président du Conseil de l’autre, se précipitent vers Saint-Cloud où ils arrivent en même temps, et s’opposent devant Charles X, pendant qu’on apporte à ce dernier la nouvelle de la débandade des troupes de Marmont. Le roi, qui n’a plus confiance en Marmont confie le commandement des troupes au duc d’Angoulème, Marmont restant son lieutenant.
Le Conseil suggère au roi de constituer un ministère Mortemart – grand nom de la noblesse d’Ancien Régime, rallié à l’Empire (il a été officier d’ordonnance de Napoléon) – dans lequel entreraient, s’ils l’acceptaient, Gérard et Casimir Perier, pour retirer les ordonnances et convoquer les Chambres. Charles X accepte ces conditions et charge Sémonville, d’Argout et Vitrolles de retourner à Paris pour faire connaître son acceptation.
Après avoir perdu un temps considérable à franchir les barricades, Sémonville, d’Argout et Vitrolles, partis de Saint-Cloud en fin d’après-midi, n’arrivent à l’Hôtel de Ville qu’à huit heures du soir. Ils sont reçus par la commission municipale et La Fayette, qui demandent des preuves officielles du renvoi de Polignac, que les émissaires sont incapables de leur fournir. Découragé, Sémonville va se coucher au palais du Luxembourg, tandis que d’Argout se rend, non sans difficultés, chez Laffitte, où les députés réunis paraissent plutôt favorables au maintien de Charles X sur son trône avec le duc de Mortemart comme Premier ministre. À dix heures du soir, d’Argout repart pour Saint-Cloud pour aller chercher le duc de Mortemart. Les députés lui ont indiqué qu’ils l’attendraient jusqu’à une heure du matin. À une heure et demie, il n’est pas rentré, la réunion se disperse, les parlementaires vont se coucher.
La victoire des insurgés a pris par surprise tous les partis politiques. Deux pôles de pouvoir émergent : la Chambre des députés et l’Hôtel de Ville et deux hommes, La Fayette et Laffitte.
Dans la matinée, une réunion chez Laffitte rassemble députés et journalistes dans le but de porter le duc d'Orléans au pouvoir, mais l’idée ne s’est pas imposée. La Fayette est très méfiant et Guizot n’a pas rompu avec la dynastie. Laffitte a envoyé Oudard à Neuilly pour dire au duc d’Orléans qu’il est urgent qu’il prenne position. La Fayette, en dépit de ses 73 ans, annonce qu’il a accepté de prendre le commandement de la Garde nationale qui vient de se reconstituer. Contre l’avis des républicains qui, avec Audry de Puyraveau, voudraient la création d’un gouvernement provisoire, Guizot, appuyé par Bertin de Vaux et Méchin, propose de former une Commission municipale qui se chargerait d’administrer la capitale devant la carence des pouvoirs civil et militaire. Cette proposition est acceptée parmi les députés présents. Laffitte, qui ne veut pas être cantonné à un rôle municipal, et Gérard, qui va prendre le commandement des troupes parisiennes, se dérobent de sorte que la Commission est composée de Casimir Perier, Mouton de Lobau, Audry de Puyraveau, Mauguin et Auguste de Schonen. La Commission et La Fayette s’installent ainsi au milieu de l’après-midi à l’hôtel de ville. Politiquement, la Commission est divisée et ne s’entend que pour repousser la formation d’un gouvernement provisoire qui aurait à trancher sur la nature du régime.

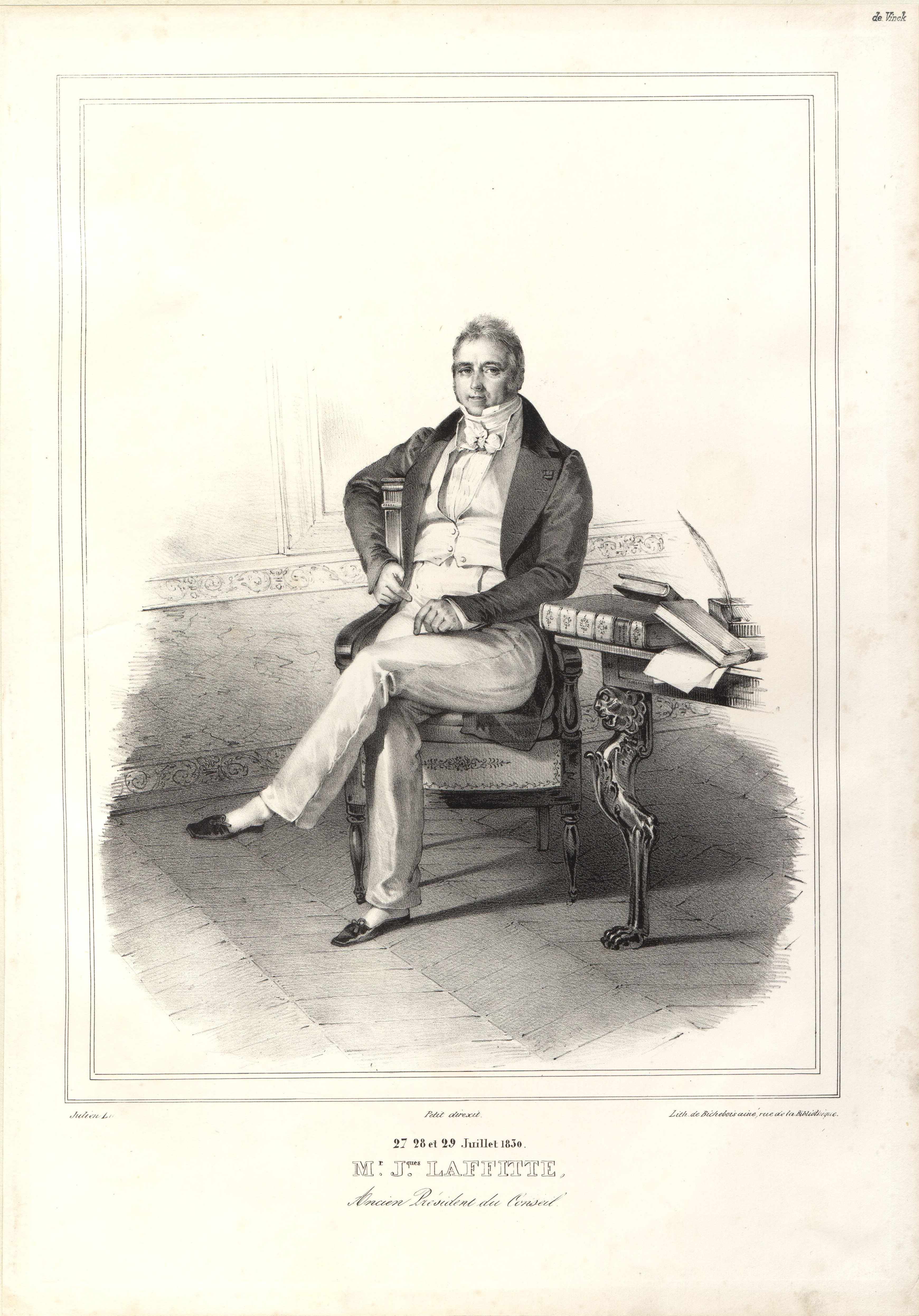
Le banquier Jacques Laffitte, fils d'un charpentier, s'impose comme chef de l'opposition libérale.
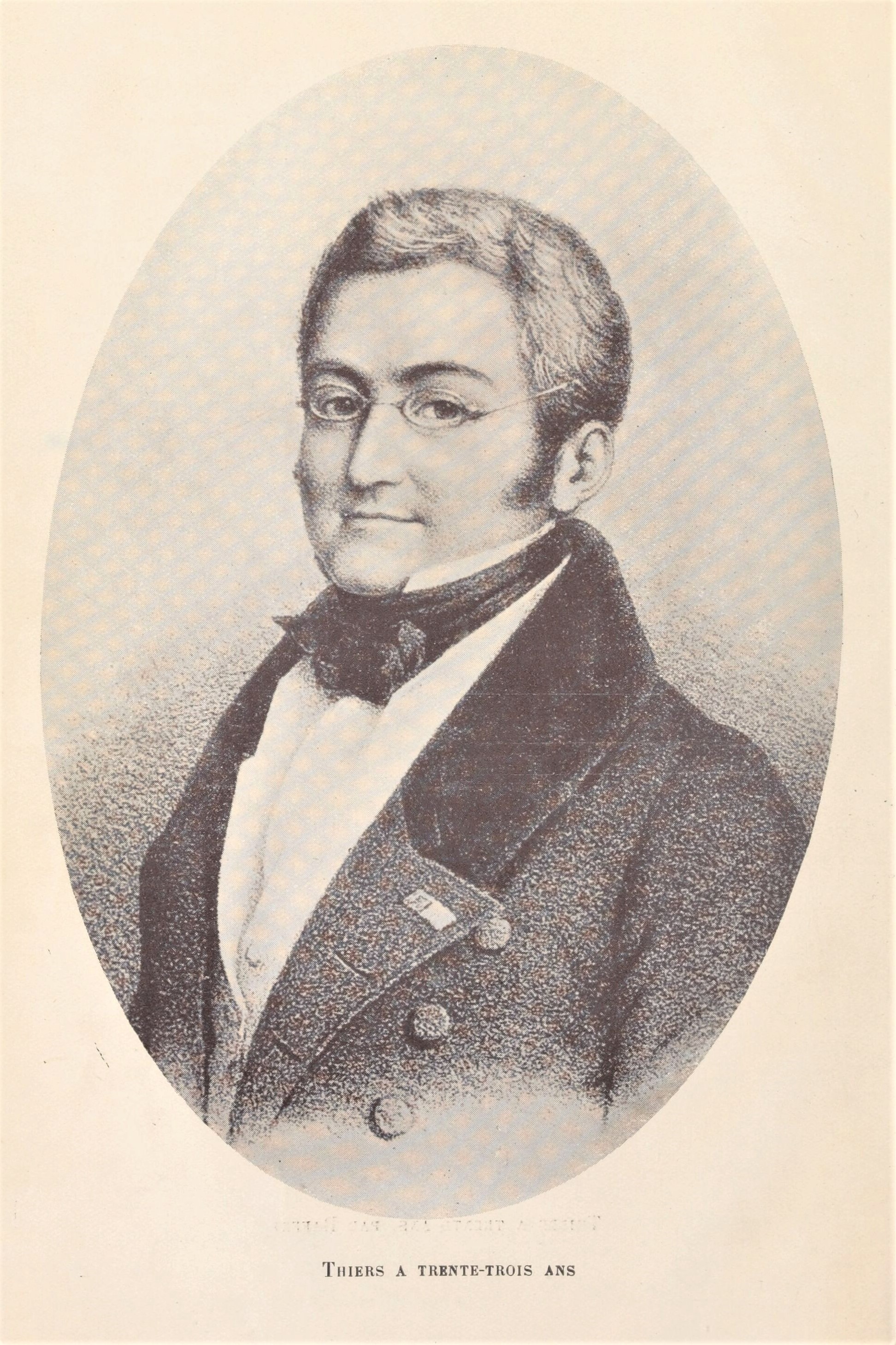
Adolphe Thiers, un des principaux instigateurs de la candidature Orléans.
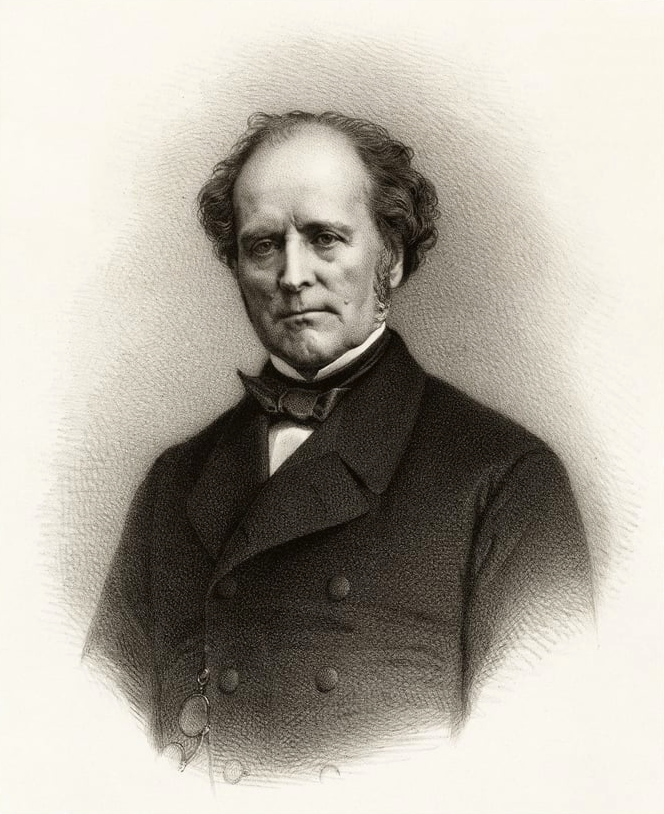
François-Auguste Mignet.
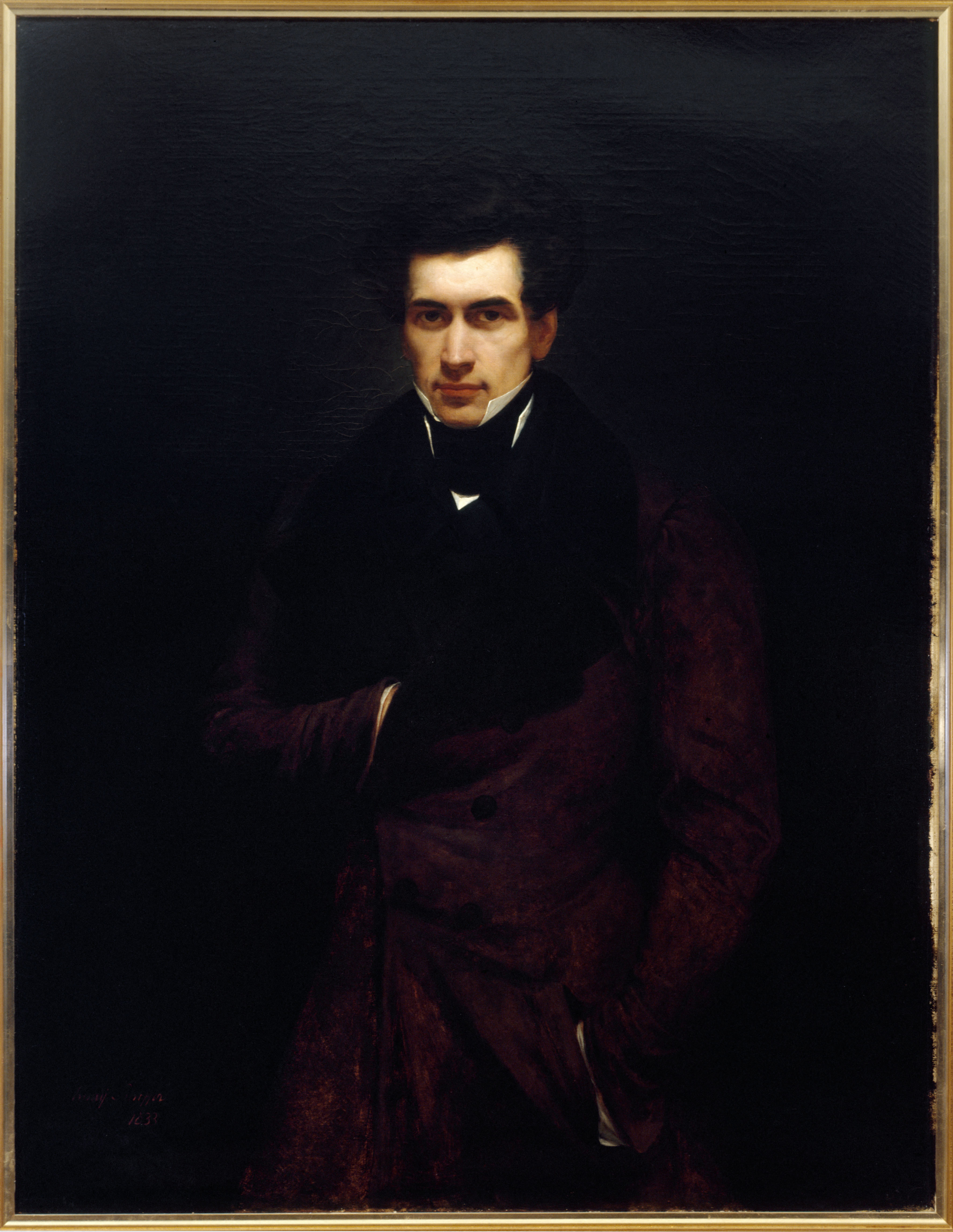
Armand Carrel.

Dans la nuit du 29, Laffitte reçoit chez lui les trois rédacteurs du National : Adolphe Thiers, Mignet, Carrel. Il ne craint pas la menace bonapartiste, car le duc de Reichstadt est en Autriche et la quasi-totalité des dignitaires de l’Empire sont ralliés à la monarchie capétienne, mais il redoute qu’avec l’arrivée imminente du duc de Mortemart, les députés ne se laissent séduire par une régence assortie de la proclamation du petit-fils de Charles X, le duc de Bordeaux, sous le nom de « Henri V ». Les quatre hommes conviennent qu’il faut prendre cette solution de vitesse en proclamant sans attendre le duc d’Orléans. Thiers et Mignet rédigent aussitôt un texte qui est imprimé sous forme d’affiche dans les ateliers du National et placardé partout dans Paris pour que les Parisiens le découvrent à leur réveil :

« Charles X ne peut plus rentrer dans Paris : il a fait couler le sang du peuple.
La république nous exposerait à d’affreuses divisions ; elle nous brouillerait avec l’Europe.
Le duc d’Orléans est un prince dévoué à la cause de la Révolution.
Le duc d’Orléans ne s’est jamais battu contre nous.
Le duc d’Orléans a porté au feu les couleurs tricolores.
Le duc d’Orléans peut seul les porter encore ; nous n’en voulons pas d’autres.
Le duc d’Orléans s’est prononcé ; il accepte la Charte comme nous l’avons toujours voulue et entendue. C’est du peuple français qu’il tiendra sa couronne. »

### L'avènement de la monarchie de Juillet

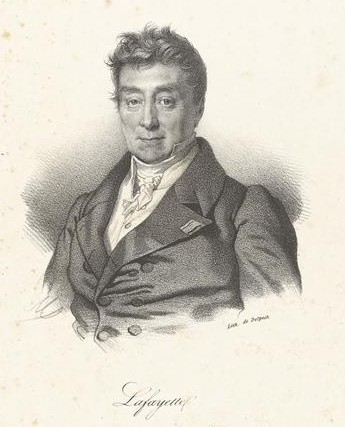
La Fayette se rallie à la solution Orléans.

La situation évolue rapidement le 30 juillet, dans la matinée.
De retour de Saint-Cloud avec les ordonnances enfin signées à cinq heures du matin par le roi (annulation des précédentes, nomination d'un nouveau ministère et convocation des Chambres), le duc de Mortemart se rendant chez Laffite retrouver les députés, apprend stupéfait de Bérard que les concessions du roi ne sont plus d’actualité : « Charles X a cessé de régner. […] Il est trop tard, le moment où un traité était possible est passé, il ne reviendra jamais ».
À l’Hôtel de Ville, Guizot se rallie à la solution du duc d’Orléans. S’agissant de La Fayette, Charles de Rémusat, qui a épousé sa petite-fille, va le sonder dans la matinée. Le choix, lui dit-il, est entre le duc d’Orléans et la république. Dans le cas de la république, La Fayette accepterait-il d’en prendre la direction ? Le vieux général, qui n’a aucune envie de porter le fardeau du pouvoir, se dérobe : « Le duc d’Orléans sera roi », répond-il.
Réunis au palais Bourbon, les députés, par 47 voix contre 3, décident d’offrir la lieutenance-générale du royaume au duc d’Orléans.
Il ne reste plus qu’à convaincre le duc d’Orléans, qui n’a pas révélé ses intentions, d’accepter la couronne. Au matin du 30 juillet, rien ne démontre que Charles X est complètement hors jeu : il est encore à Saint-Cloud, vient de nommer un nouveau gouvernement, peut abdiquer en faveur du duc de Bordeaux… Le duc d’Orléans juge prudent d’attendre et, dans la matinée, son aide de camp, le général de Rumigny, l’a prévenu, de la part de quelques députés, que les parlementaires voudraient l’appeler sur le trône, mais que Charles X pourrait tenter de le faire arrêter. Aussi quitte-t-il discrètement son domaine de Neuilly par Levallois pour se rendre dans son château du Raincy, beaucoup plus éloigné de Saint-Cloud.

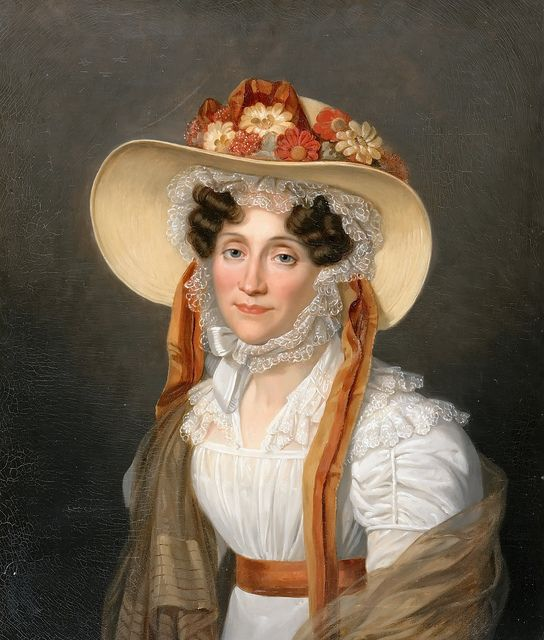
Adélaïde d’Orléans, sœur de Louis-Philippe, tête politique et conseillère privilégiée.

Dans la matinée, les députés ont décidé d’envoyer Henri de Rigny, accompagné de Jean Vatout, sonder le duc d’Orléans au château de Neuilly ; mais Thiers, muni par Laffitte et Sébastiani de lettres d’introduction et accompagné du peintre Ary Scheffer, familier de la famille d’Orléans, est parti à toute allure sur de bons chevaux prêtés par le prince de la Moskowa, gendre de Laffitte, pour leur griller la politesse. Thiers, arrivé le premier, ne trouve pas le duc d’Orléans à Neuilly, mais, tandis que la duchesse lui explique « qu’il est impossible que [son mari] accepte tant que le roi est encore à Saint-Cloud », Mademoiselle d’Orléans, sœur du duc, paraît lui accorder une attention beaucoup plus complaisante. Il faut éviter, dit-elle, de « donner à la révolution le caractère d’une révolution de palais, d’une intrigue du duc d’Orléans » et de provoquer une intervention des puissances étrangères. Thiers fait valoir que la solution orléaniste peut seule sauver la France de l’anarchie et que les puissances, soulagées de voir la France échapper à la république, ne pourront qu’approuver le changement de dynastie. En définitive, l’intrépide Mademoiselle d'Orléans conclut : « Si vous croyez que l’adhésion de notre famille peut être utile à la révolution, nous vous la donnons bien volontiers ! », et elle va même jusqu’à envisager de se rendre elle-même à Paris pour accepter la lieutenance générale au nom de son frère : « Il faut que la Chambre des députés se prononce, mais cela fait, mon frère ne peut hésiter, et, s’il le faut, j’irai moi-même à Paris et je promettrai en son nom, sur la place du Palais-Royal, au milieu du peuple des barricades ».

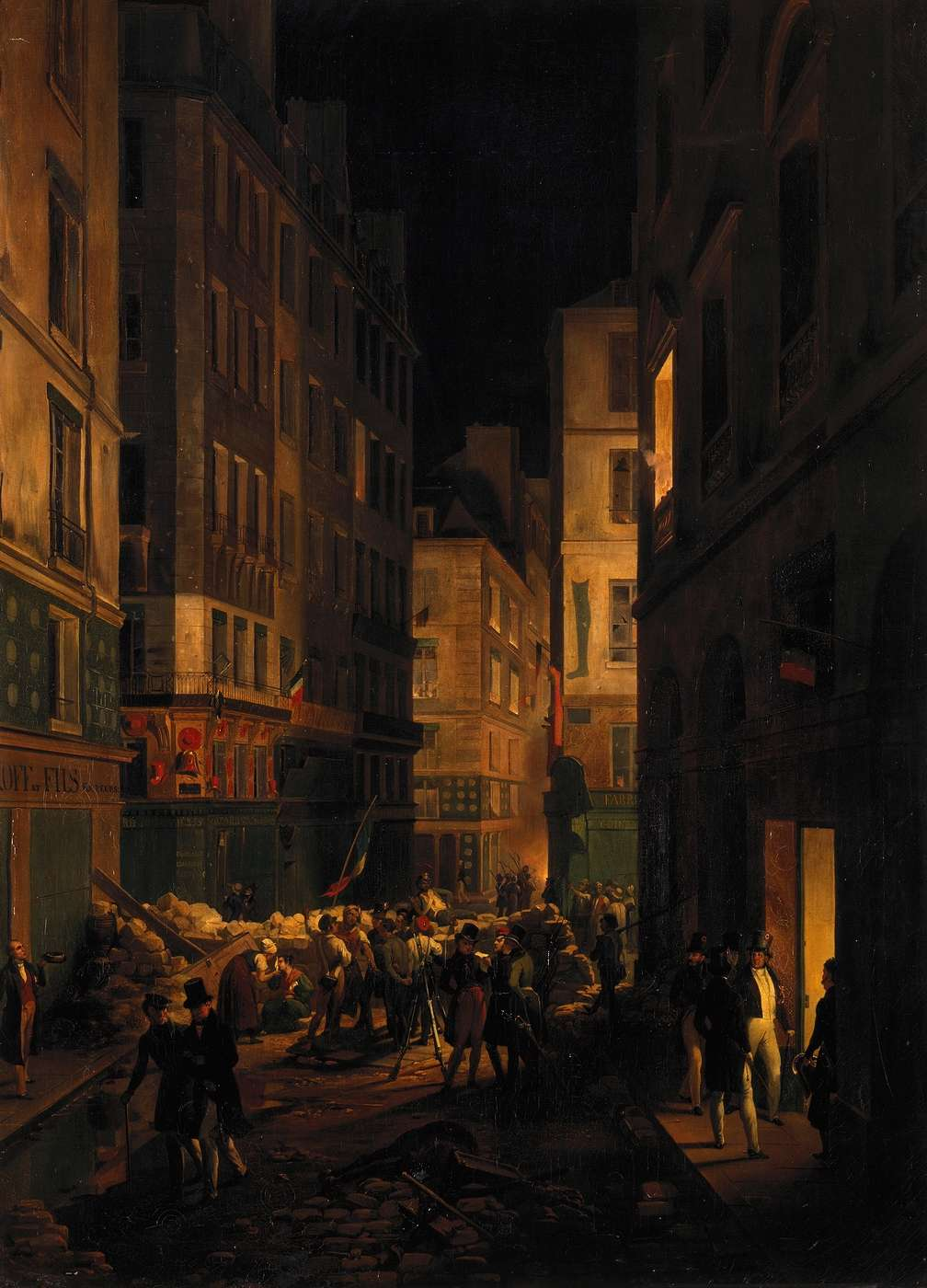
Arrivée du duc d'Orléans au Palais-Royal dans la soirée du 30 juillet 1830. Huile sur toile de Jean-Baptiste Carbillet, 1836.

Elle envoie vers une heure Oudard au Raincy pour tenir Louis-Philippe au courant et lui conseiller de revenir sans tarder à Neuilly. Arrive, peu après, Lasteyrie, gendre de La Fayette, pour faire savoir de la part de ce dernier « qu’il faut se dépêcher parce qu’il est difficile de contenir le peuple ». La duchesse envoie aussitôt à son mari un second messager, le jeune Anatole de Montesquiou-Fézensac, qui parcourt à bride abattue les vingt kilomètres qui séparent Neuilly du Raincy, où il arrive en milieu d’après-midi.
En début de soirée, Louis-Philippe, accompagné de Montesquiou et d’Oudard, rentre à Neuilly et se cache dans le parc, au carrefour des Poteaux-Ronds. Dans le bosquet des Tourniquets, il est rejoint vers huit heures du soir par sa femme et par sa sœur. C’est là qu’il décide d’accepter la résolution des députés car celle-ci, ne précisant pas au nom de qui la lieutenance générale sera exercée, semble suffisamment vague pour préserver l’avenir. Il fait venir les douze commissaires envoyés par les députés et, à la lumière des torches, écoute la lecture de la proclamation et y donne son accord.

#### 31 juillet: arrivée de Louis-Philippe
Arborant à la boutonnière un ruban tricolore, vêtu d’une redingote grise et d’un chapeau rond, Louis-Philippe, accompagné du baron de Berthois, d’Oudard et du colonel Heymès, quitte Neuilly à pied par la grille du parc, vers dix heures du soir et se dirige vers le Palais-Royal. Sur le chemin, il s’arrête à l’hôtel de Saint-Florentin chez Talleyrand et s’assure de l’appui de ce dernier. Il arrive au Palais-Royal peu avant minuit et, par une porte dérobée, va se coucher dans une chambre de l’appartement d’Oudard, non sans avoir envoyé mander le duc de Mortemart.
Pendant ce temps, Heymès se rend chez Jacques Laffitte qu’il tire de son lit à une heure et demie du matin pour lui annoncer que le duc d’Orléans recevra les députés à neuf heures au Palais-Royal. Il se rend ensuite au palais du Luxembourg où il arrive vers deux heures du matin. Il réveille le duc de Mortemart et parvient à le convaincre de le suivre auprès de Louis-Philippe. Partis vers trois heures du matin, les deux hommes parviennent, après bien des détours, à rejoindre le Palais-Royal. Conduit par Berthois à travers un dédale de corridors et d’escaliers dérobés, Mortemart est introduit à quatre heures du matin auprès de Louis-Philippe, qui dort sur un matelas jeté à même le sol d’une petite pièce. Il fait une chaleur suffocante. Le duc d’Orléans se lève, dépoitraillé, sans perruque, en sueur et débite avec animation un long discours destiné à convaincre Mortemart de sa fidélité à Charles X : « Si vous voyez le roi avant moi, conclut-il, dites-lui qu’il m’ont amené de force à Paris […] que je me ferai mettre en pièces plutôt que de me laisser poser la couronne sur la tête ». Puis, annonçant à Mortemart que les députés présents à Paris l’ont nommé lieutenant général du royaume pour faire barrage à la république, il lui demande si ses pouvoirs lui permettent de reconnaître cette nomination au nom de Charles X. Mortemart ayant répondu par la négative, Louis-Philippe lui remet une lettre destinée au roi dans laquelle, après avoir protesté de sa loyauté, il déclare que si on le contraint à exercer le pouvoir, il ne l’acceptera que « temporairement et dans l’intérêt de [leur] maison ».
Mais, peu après, au matin, Louis-Philippe apprend que Charles X, cédant à la panique et au découragement bien que disposant encore de dix mille soldats, vient de quitter Saint-Cloud pour Trianon. Aussitôt, il fait rappeler le duc de Mortemart et lui redemande sa lettre, sous prétexte d’y apporter une correction. Pour Louis-Philippe, à cet instant, les dés sont jetés : le trône est vacant, il ne lui reste plus qu’à s’y asseoir.
Dès neuf heures du matin, après s’être entretenu avec Méchin, Dupin et Sébastiani, il reçoit la délégation des députés auprès de qui il finasse. Il affirme qu’il ne peut se prononcer tout de suite sur la lieutenance générale en raison de ses liens de famille avec Charles X qui lui imposent « des devoirs personnels et d’une nature étroite », et des avis qu’il dit vouloir demander « à des personnes en qui il a confiance et qui ne sont pas encore ici ». La manœuvre réussit parfaitement : les députés le supplient d’accepter, agitant le spectre de la république qui peut être proclamée à tout instant à l’hôtel de ville ; ainsi, Louis-Philippe pourra toujours affirmer qu’on lui a forcé la main, et qu’il ne s’est dévoué que pour sauver la monarchie.
Louis-Philippe se retire alors avec Sébastiani et Dupin avec qui il rédige un projet de proclamation qui, après quelques amendements mineurs, est accepté par les députés présents :

« Habitants de Paris ! Les députés de la France, en ce moment réunis à Paris, ont exprimé le désir que je me rendisse dans cette capitale pour y exercer les fonctions de lieutenant général du royaume. Je n’ai pas balancé à venir partager vos dangers, à me placer au milieu de votre héroïque population, et à faire tous mes efforts pour vous préserver de la guerre civile et de l’anarchie. En rentrant dans la ville de Paris, je portais avec orgueil ces couleurs glorieuses que vous avez reprises, et que j’avais moi-même longtemps portées. Les chambres vont se réunir ; elles aviseront aux moyens d’assurer le régime des lois et le maintien des droits de la nation. La Charte sera désormais une vérité. »

Recevant cette proclamation, les députés y répondent en début d’après-midi :

« Français ! La France est libre. Le pouvoir absolu levait son drapeau, l’héroïque population de Paris l’a abattu. Paris attaqué a fait triompher par les armes la cause sacrée qui venait de triompher en vain dans les élections. Un pouvoir usurpateur de nos droits, perturbateur de notre repos, menaçait à la fois la liberté et l’ordre ; nous rentrons en possession de l’ordre et de la liberté. Plus de craintes pour les droits acquis, plus de barrières entre nous et les droits qui nous manquent encore.
Un gouvernement qui, sans délai, nous garantisse ces biens est aujourd’hui le premier besoin de la patrie. Français ! Ceux de vos députés qui se trouvent déjà à Paris se sont réunis, et, en attendant l’intervention régulière des chambres, ils ont invité un Français qui n’a jamais combattu que pour la France, M. le duc d’Orléans, à exercer les fonctions de lieutenant général du royaume. C’est à leurs yeux le moyen d’accomplir promptement, par la paix, le succès de la plus légitime défense.
Le duc d’Orléans est dévoué à la cause nationale et constitutionnelle. Il en a toujours défendu les intérêts et professé les principes. Il respectera nos droits, car il tiendra de nous les siens. Nous nous assurerons par des lois toutes les garanties nécessaires pour rendre la liberté forte et durable :
Le rétablissement de la Garde nationale avec l’intervention des gardes nationaux dans le choix des officiers.
L’intervention des citoyens dans la formation des administrations départementales et municipales.
Le jury pour les délits de presse.
La responsabilité légalement organisée des ministres et des agents secondaires de l’administration.
L’état des militaires légalement assuré.
La réélection des députés promus à des fonctions publiques.Nous donnerons à nos institutions, de concert avec le chef de l’État, les développements dont elles ont besoin.
Français, le duc d’Orléans lui-même a déjà parlé, et son langage est celui qui convient à un pays libre : les chambres vont se réunir, vous dit-il ; elles aviseront au moyen d’assurer le règne des lois et le maintien des droits de la nation.
La Charte sera désormais une vérité. »

Signé par quelque 90 députés, l’acte est porté au début de l’après-midi au Palais-Royal. Mais la manœuvre en faveur du duc d’Orléans, sitôt connue à l’hôtel de ville, suscite la fureur des républicains. Le duc de Chartres, accouru de Joigny, est arrêté à Montrouge et menacé d’être passé par les armes : il faut l’intervention personnelle de La Fayette pour obtenir sa libération. La commission municipale, en réaction, cherche à se transformer en gouvernement provisoire, lance une proclamation qui affecte d’ignorer celle des députés et nomme des commissaires provisoires aux différents départements ministériels.

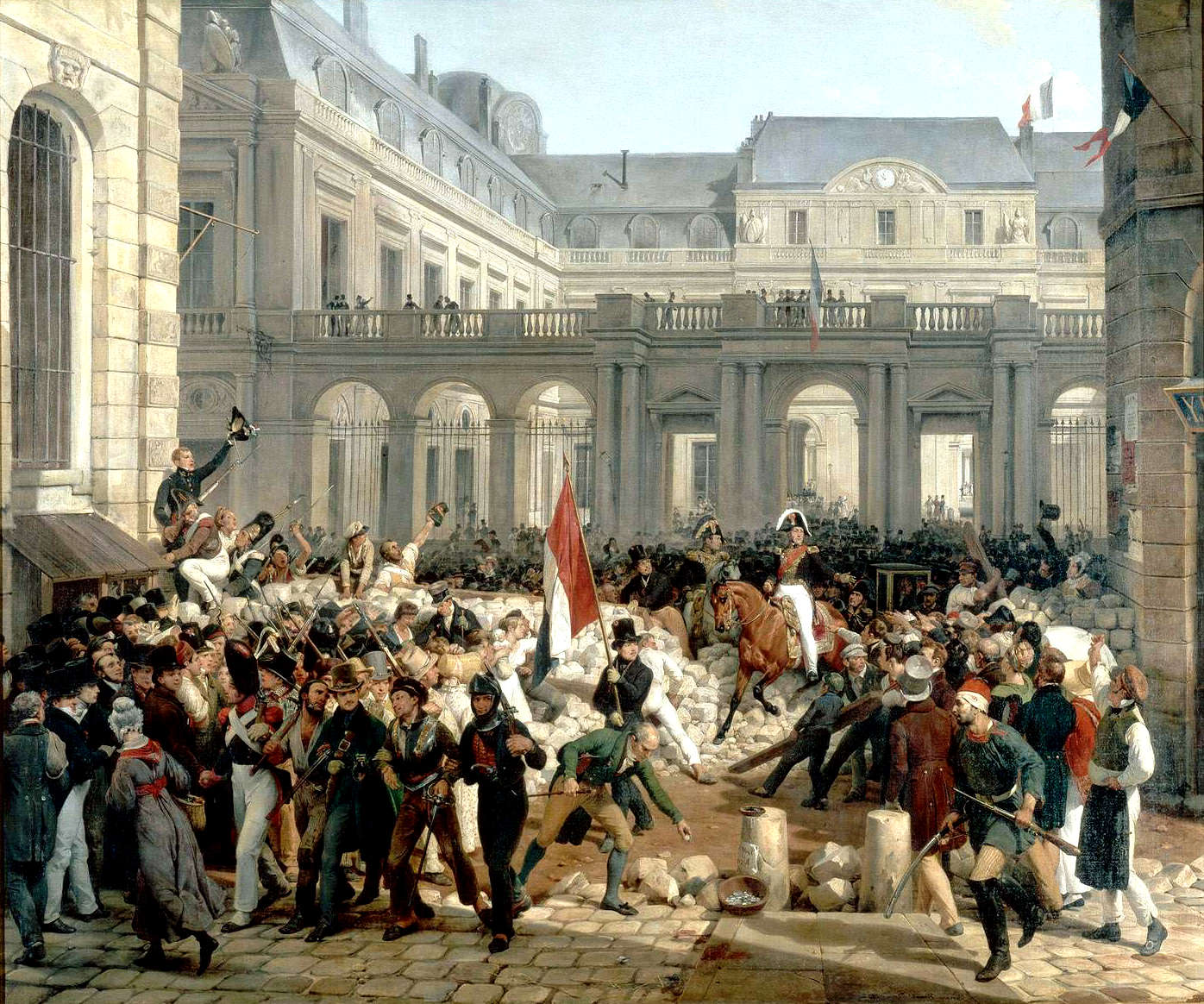
Louis-Philippe, duc d’Orléans, nommé lieutenant général du royaume, quitte à cheval le Palais-Royal, pour se rendre à l’hôtel de ville de Paris, le 31 juillet 1830. Horace Vernet, 1832. Château de Versailles.

Il est temps pour Louis-Philippe de se rendre à l’hôtel de ville pour conjurer définitivement, avec la complicité de La Fayette, la menace républicaine. La manœuvre n’est pas sans risques, mais elle est indispensable, l'engagement d'une partie des députés ne pouvant apporter une légitimité suffisante dans une ville en révolution.
Le tableau ci-contre, commandé par Louis-Philippe à Horace Vernet, le représente au moment où il quitte le Palais-Royal quand les insurgés ouvrent une barricade pour le laisser passer. Dans la foule qui le suit, parmi laquelle 89 députés, on distingue deux chaises à porteur : dans la première Jacques Laffitte (contrairement à ce que dit Chateaubriand) immobilisé par une mauvaise chute, dans la seconde qu'on distingue à peine Benjamin Constant malade, incapable de se tenir debout. Ouvrant le cortège, se tenant par le bras, trois ouvriers, un bourgeois et un garde national. Un polytechnicien salue la scène. À noter ici aussi la disparité de l'armement des vainqueurs : un fusil, une arquebuse, une rapière, une salade… Les couleurs du drapeau, sans doute hâtivement bricolé par les insurgés, sont inversées.
Chateaubriand, qui va démissionner de la Chambre des Pairs, a caricaturé ce départ : « Le duc d’Orléans, ayant pris le parti d’aller faire confirmer son titre par les tribuns de l’Hôtel de Ville, descendit dans la cour du Palais-Royal, entouré de quatre-vingt-dix-neuf députés en casquettes, en chapeaux ronds, en habits, en redingotes […] Le candidat royal est monté sur un cheval blanc ; il est suivi de Benjamin Constant dans une chaise à porteurs ballottée par deux Savoyards. MM. Méchin et Viennet, couverts de sueur et de poussière, marchent entre le cheval blanc du monarque futur et le député goutteux, se querellant avec les deux crocheteurs pour garder les distances voulues. Un tambour à moitié ivre battait la caisse à la tête du cortège. Quatre huissiers servaient de licteurs. Les députés les plus zélés meuglaient : Vive le duc d’Orléans ! ».
Le cortège progresse difficilement le long des quais de la Seine, à travers les barricades en direction de l’hôtel de ville. On entend des cris hostiles : « À bas les Bourbons ! Plus de Bourbons ! À mort les Bourbons ! À bas le duc d’Orléans ! ».
Arrivé à l’Hôtel de Ville, Louis-Philippe, qui a revêtu un uniforme de la garde nationale, lance, sans parvenir à détendre l’atmosphère : « Messieurs, c’est un ancien garde national qui fait visite à son ancien général ! ». Le trait est accueilli par des murmures hostiles : « Vive La Fayette ! À bas les Bourbons ! ». Embrassant le vieux général qui s’avance vers lui en boitant, Louis-Philippe, séducteur, s’écrie : « Ah ! C’est par suite de la blessure que vous avez reçue en Amérique, à la bataille de la Brandywine ! ». La Fayette, flatté, répond « Monseigneur, quelle mémoire ! ».

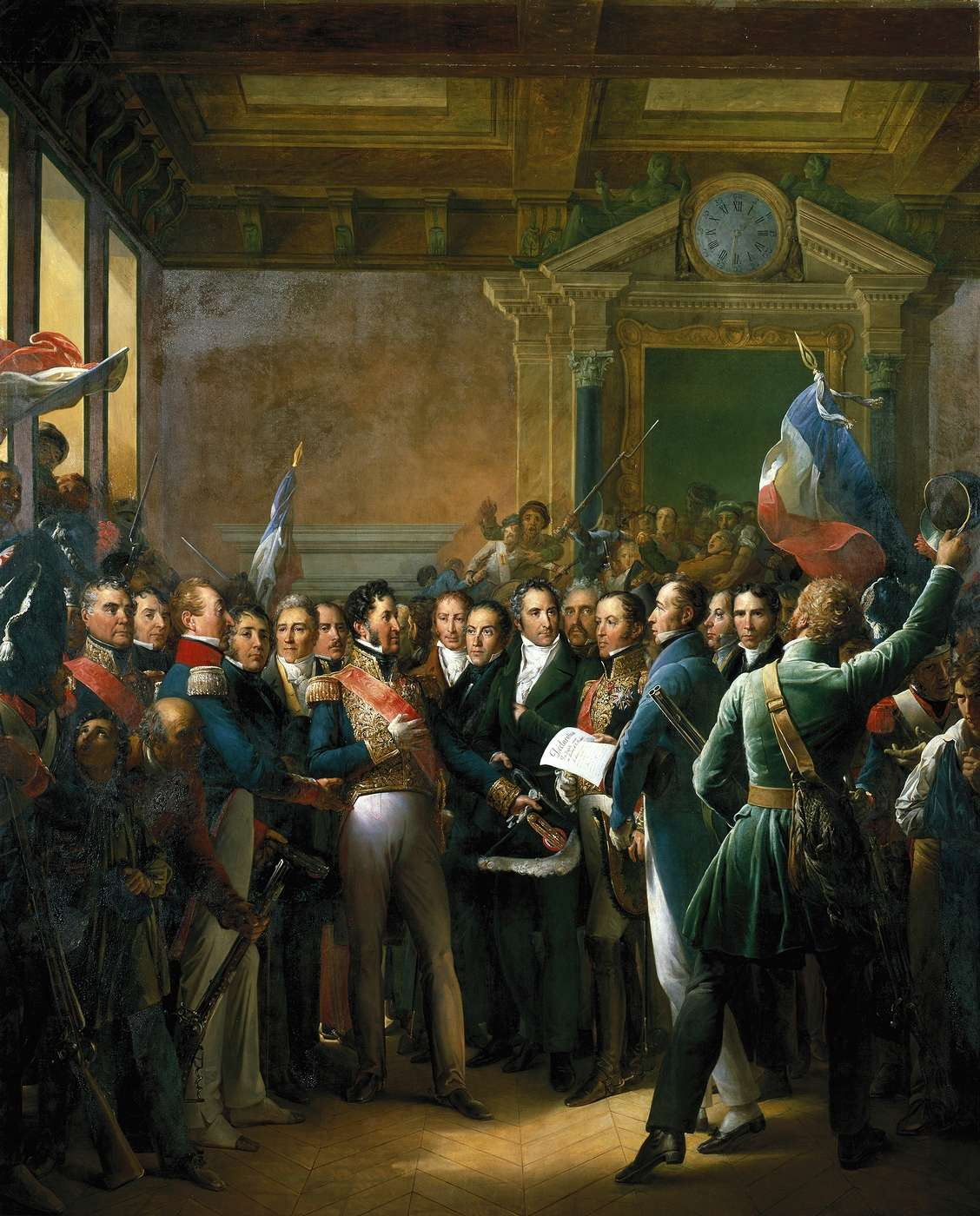
Lecture à l’hôtel de ville de la proclamation des députés (31 juillet 1830). À gauche de profil, Lafayette et à côté Laffitte. François Gérard, Château de Versailles.

Viennet, député de l’Hérault, donne lecture de la proclamation des députés, qui est accueillie par des applaudissements lorsqu’elle promet la garantie des libertés publiques. Louis-Philippe répond gravement : « Je déplore comme Français le mal fait au pays et le sang versé ; comme prince, je suis heureux de contribuer au bonheur de la nation ». C’est alors que surgit un énergumène nommé Dubourg, placé là par le journaliste Dumoulin, pilier du parti bonapartiste. Il apostrophe Louis-Philippe : « On dit que vous êtes un honnête homme, et comme tel incapable de manquer à vos serments. J’aime à le croire, mais il est bon que vous soyez prévenu que si vous ne les tenez pas, on saurait vous les faire tenir ». Le duc d’Orléans répond avec superbe : « Vous ne me connaissez pas, Monsieur ! Vous apprendrez à me connaître. Je ne vous ai donné aucun droit de m’adresser de semblables paroles. Je n’ai jamais manqué à mes serments, et ce n’est pas quand la Patrie me réclame que je songerais à la trahir ».

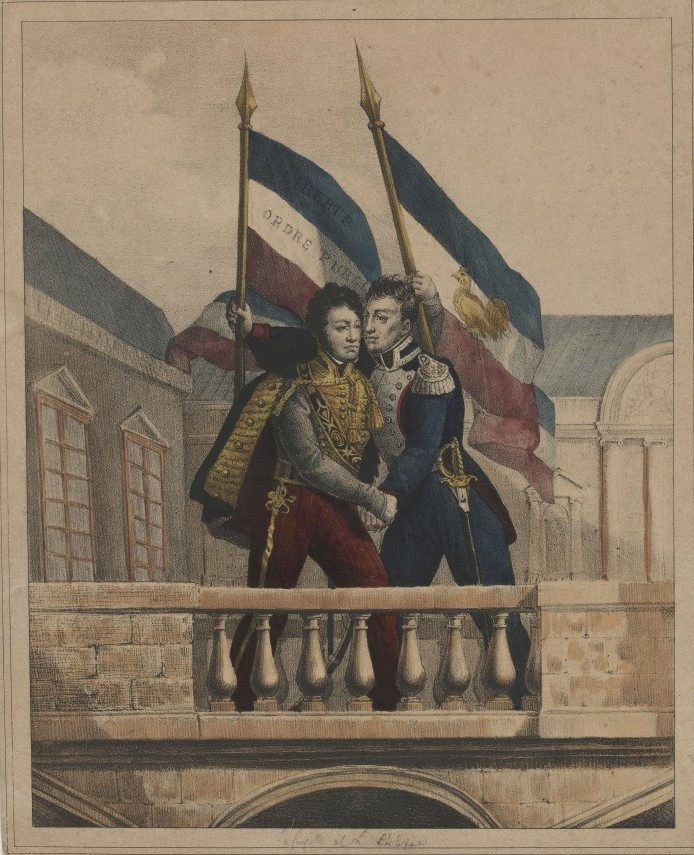
La Fayette, très populaire parmi les insurgés, donne l'accolade au duc d'Orléans au balcon de l'hôtel de ville de Paris.

Pour effacer l’impression pénible laissée par cette scène, La Fayette entraîne Louis-Philippe au balcon de l’Hôtel de ville où les deux hommes se donnent une accolade théâtrale, enveloppés dans les plis d’un immense drapeau tricolore. La brillante mise en scène retourne la foule hostile massée sur la place de Grève : « Le baiser républicain de La Fayette fit un roi. Singulier résultat de toute la vie du héros des Deux-Mondes », écrit Chateaubriand.
Louis-Philippe regagne le Palais-Royal par la rue Saint-Honoré où il reçoit un accueil plus chaleureux, distribuant sur son chemin de nombreuses poignées de main aux badauds. La foule le suit jusqu’au Palais-Royal qu’elle investit bruyamment. Au début de la soirée, lorsque la duchesse d’Orléans et Mademoiselle Adélaïde arrivent au Palais-Royal, elles trouvent un spectacle qui leur semble fort déplaisant : « Nous avons trouvé mon mari, raconte la duchesse, avec M. Dupin et le général Sébastiani. Les deux salons de son appartement étaient remplis de toutes sortes de personnes ; le drapeau tricolore flottait partout ; les fenêtres et les murailles étaient percées de balles ; des chants et des danses sur la place ; partout un air de désordre et de confusion qui faisaient mal ».
En une dizaine de jours, Louis-Philippe d’Orléans consolide son pouvoir, et écarte toute menace républicaine tandis que Charles X et sa famille prennent la route de l'exil. D’abord désigné « lieutenant-général du royaume », Louis-Philippe est reconnu « roi des Français » le 9 août 1830.

## Bilan humain
La colonne de la Bastille garde la trace de 504 tués – chiffre que Jean-Claude Caron estime fortement sous-estimé. Il précise que deux tiers des victimes se comptent parmi les artisans et qu’en proportion le prix payé par les étudiants a été du même ordre. Le 30 août 1830, la Chambre vote le versement d’indemnités à 3 850 blessés, 500 veuves et 500 orphelins. En 1832, Bernard Sarrans, aide de camp de La Fayette à l'époque, avance le chiffre de 6 000 victimes chez les insurgés, dont 1 000 à 1 200 tués tandis que, selon lui, les pertes des troupes royales n'ont pu être déterminées. Selon le Moniteur du 4 février 1840, on dénombre 163 morts dans les rangs de l’armée et 504 chez les insurgés. À la suite des recherches qu’il a menées, Paul Reynaud, quant à lui, cite les chiffres de 788 tués du côté des émeutiers et 4500 blessés ; 163 soldats tués et 578 blessés, « en tout moins de mille morts, disent des statistiques douteuses ».

## Conséquences de la révolution de Juillet

### En France
Les Trois Glorieuses constituent, selon l’historien Maurice Agulhon, un tournant du XIXe siècle : « La révolution de Juillet 1830 a fermé la porte de la contre-révolution et remis notre vie morale et politique sur la voie de 1789 ».
Cette courte guerre civile de trois jours brise la prétention de la noblesse de se constituer comme groupe dirigeant distinct de la bourgeoisie. C’est l’échec de la Restauration. Une monarchie bourgeoise remplace une monarchie aristocratique, mais la légitimité n’est pas la même. Charles X, avec les ordonnances, s’était placé en origine unique de la souveraineté. Le nouveau roi est sous condition : la souveraineté appartient à la nation qui la lui délègue partiellement en le constituant comme tel.
L’épuration est très importante dans l’appareil d’État. Les libéraux entrent en force au gouvernement. La pairie héréditaire est supprimée. La Charte est modifiée : article 14 supprimé, initiative des lois concédée aux deux Chambres, fin de l’idée de « religion d’Etat », réduction de l’âge minimum des députés à trente ans et des électeurs à vingt-cinq. Et surtout, elle n’est plus « octroyée » par le roi, elle est contractuellement acceptée par lui comme condition de son avènement.
L'abaissement du cens électoral fait passer le corps électoral de 94 000 à 166 000 électeurs et augmente la représentation de la classe moyenne, sans ouvrir le pouvoir politique aux classes populaires. La philosophie politique du nouveau régime est celle du « mouvement » défendu par Laffitte, qui va devenir président du Conseil : le peuple doit pouvoir accéder au droit de vote au rythme des progrès de l’éducation (la loi de 1833 contraint chaque commune à entretenir une école) et de l’économie.
La monarchie de Juillet renoue avec la Révolution qui avait détaché l’État de la religion, en multipliant les signes d’un retour au principe de laïcité : le Panthéon, redevenu église sous la Restauration, est « rendu aux grands hommes ». Le culte israélite bénéficie du budget des cultes. Un nouvel esprit de tolérance guide la vie publique.
La presse, source de l’explosion de Juillet, bénéficie, en octobre 1830, d’une législation plus bienveillante et les délits de presse sont renvoyés au jury.
Le nouveau régime s’installe avec l’assentiment d’une bonne partie de l’opinion, hostile à la République, et que la ré-interprétation laïque, bourgeoise et libérale de la Charte satisfait.
Mais il est contesté, sur sa gauche par les républicains et les bonapartistes, frustrés par la fin prématurée des Trois Glorieuses et sur sa droite par les légitimistes, hostiles aux principes de la nouvelle société. Les années qui suivent sont marquées par une agitation générale du pays qui prend à plusieurs reprises la forme d'insurrections révolutionnaires. Ainsi, les émeutes déclenchées en juin 1832 à l’occasion des obsèques du général Lamarque, député plus bonapartiste que républicain, font 800 morts. Du 9 au 15 avril 1834 à Lyon, la seconde révolte des Canuts fait près de 600 morts. Le roi est également visé par plusieurs tentatives d’assassinat. Tout comme les républicains, les légitimistes contestent le nouveau régime. En 1832, le complot dit « de la rue des Prouvaires » tente d’assassiner Louis-Philippe, et une tentative d’insurrection royaliste est menée sans succès dans l’Ouest de la France.
Telle est la voie étroite du nouveau régime issu des Trois Glorieuses, « son talon d'Achille », écrit François Furet. « En acceptant ses origines révolutionnaires, il creuse le fossé qui divisent les classes supérieures sans obtenir forcément l'appui des classes inférieures, puisqu'il ouvre inévitablement la voie à une surenchère révolutionnaire sur le mode du « qui t'a fait roi ? ». Mais en les refusant, il se sépare du peuple sans rallier pour autant les vaincus de Juillet, prenant le risque de s'exposer au même isolement qui a produit leur défaite ».

### En Europe
La Sainte-Alliance, formée en 1815 par les souverains vainqueurs de Napoléon Ier, devait empêcher toute révolution en Europe. Elle avait d’ailleurs mené plusieurs opérations militaires en ce sens dans les années 1820. Mais en 1830, l'Angleterre s'empresse de reconnaître la monarchie de Juillet et, après quelques hésitations, les autres souverains signataires de l’alliance – Autriche, Prusse, Russie – décident de ne pas intervenir et de reconnaître à leur tour le nouveau régime.
L’exemple français et l’absence de réaction internationale provoquent alors une série de mouvements nationalistes et libéraux à travers toute l’Europe.

#### En Allemagne
En Allemagne, alors sans gouvernement central, des mouvements libéraux éclatent en Saxe, au Brunswick (7–8 septembre), en Hesse, en Prusse rhénane.
Au Brunswick, le duc régnant, Charles II, célèbre par ses excentricités, et qui, au lendemain des Trois Glorieuses, avait promis d'écraser dans le sang toute tentative d'insurrection, doit fuir ses États au début de septembre. Son frère cadet, Guillaume, est alors proclamé lieutenant-général, puis duc régnant.
Au Hanovre, les étudiants de Göttingen créent une milice qui impose au souverain une constitution.
En Allemagne du Sud, les libéraux réunis à Hambach (Palatinat) plaident en faveur d’une République fédérale allemande et hissent le drapeau noir, rouge et or de la Burschenschaft, symbole de la nouvelle Allemagne.

#### En Italie
En Italie, Ciro Menotti fonde à Modène, Parme, Bologne, Ferrare et en Romagne une série de noyaux révolutionnaires avec pour mot d’ordre « indépendance, union et liberté ».
En 1831, une vague révolutionnaire secoue l’Italie centrale. Les carbonari résidant à Paris, liés aux libéraux qui viennent de réussir la révolution de Juillet, pensent que le nouveau gouvernement français présidé par Jacques Laffitte découragera une intervention autrichienne en Italie. À Rome, en décembre 1830, les deux fils de Louis Bonaparte, Napoléon-Louis et Louis-Napoléon complotent ; ils sont expulsés. En février 1831, le duc de Modène, François IV, doit s’enfuir ; il en est de même pour la duchesse Marie-Louise à Parme.
Le 26 février, une assemblée des délégués des régions révoltées proclame les « Provinces Unies d’Italie ». Mais le nouveau gouvernement français présidé par Casimir Perier (mars 1831) retire son soutien aux Italiens, laissant la voie libre à une intervention autrichienne. Les ducs sont rétablis sur leurs trônes. Des révolutionnaires, dont Menotti, sont exécutés.
À Rome, le pape Grégoire XVI et le cardinal Bernetti rétablissent l’absolutisme et, en 1832, écrasent un soulèvement dans les Marches et la Romagne. Jusqu’en 1838, des troupes autrichiennes y stationneront pour empêcher tout nouveau mouvement, les Français occupant, en contrepartie, la ville d'Ancône.
À Marseille, le révolutionnaire italien Giuseppe Mazzini fonde alors le mouvement Jeune Italie (Giovine Italia), association composée de jeunes patriotes qui se propose de libérer et d’unifier l’Italie et d’y instaurer un régime républicain. Au total, la révolution de 1830–1831 a été un échec, mais elle annonce les nouveaux mouvements insurrectionnels italiens de 1848.

#### En Belgique

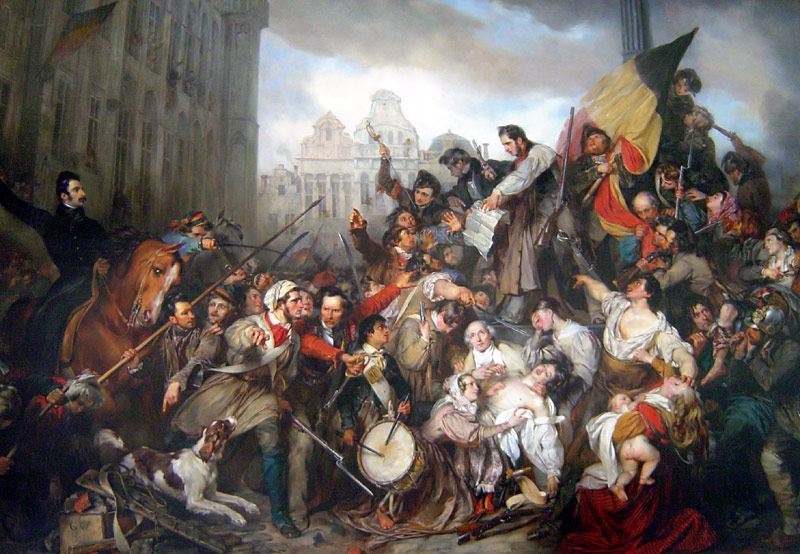
Épisode des Journées de Septembre 1830 sur la place de l'Hôtel de ville de Bruxelles, par Gustave Wappers - musées royaux des beaux-arts de Belgique.

En Belgique, la politique maladroite des Hollandais provoque l’insurrection bruxelloise du 25 août 1830. Le 4 septembre, le mouvement s’amplifie et reçoit le soutien des Liégeois. Le 20 septembre, la garde bourgeoise de Bruxelles, formée d’éléments modérés, est désarmée par les émeutiers.
Les 23–26 septembre, l’échec d’une intervention militaire néerlandaise à Bruxelles pousse radicaux et modérés à se liguer (les « Quatre Journées »). Le 27 septembre, les insurgés belges arrêtent les troupes néerlandaises devant Bruxelles et les repoussent jusqu’à l’ancienne frontière des Pays-Bas autrichiens. Le 4 octobre, c’est la proclamation à Bruxelles de l’indépendance de la Belgique par un gouvernement provisoire qui convoque un Congrès national pour la fin novembre.
Ce Congrès décide de donner à la Belgique un statut de monarchie constitutionnelle et d’exclure de la couronne les membres de la maison d’Orange-Nassau. Le 20 décembre, la Conférence de Londres reconnaît l’indépendance de la Belgique. Le 7 février 1831, la Constitution belge est proclamée, inspirée du libéralisme bourgeois et catholique, qui entérine la création d’une monarchie parlementaire bicamérale et héréditaire.

#### En Europe de l'Est
En Europe de l’Est, on assiste à la scission des nationalistes tchèques entre conservateurs (pro-russes) et radicaux (démocrates regroupés au sein de la « matice česká (en) »).

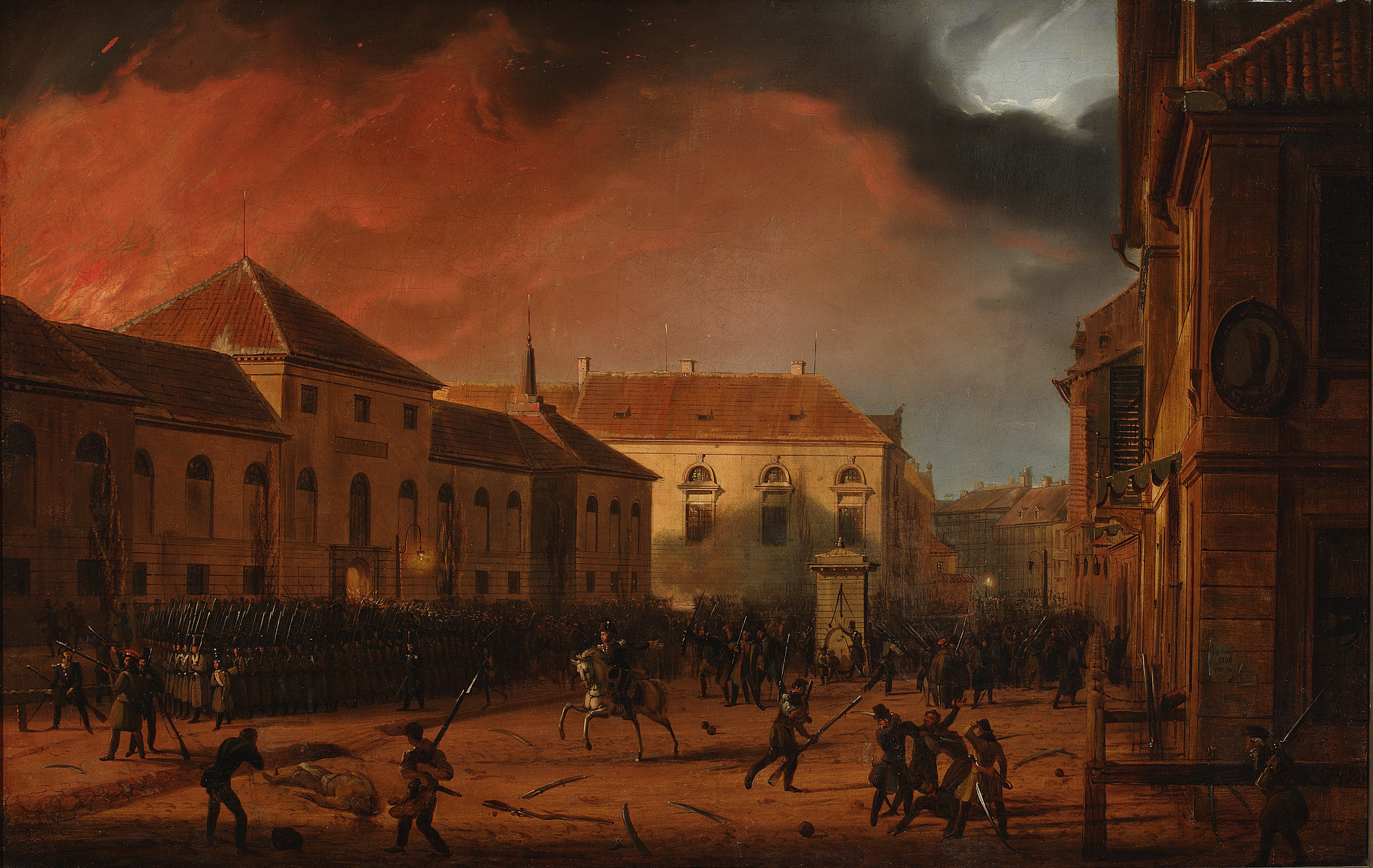
La prise de l’Arsenal de Varsovie. Par Marcin Zaleski.

En Pologne, le tsar Nicolas Ier de Russie, qui veut intervenir contre les Belges au nom de la Sainte-Alliance, donne l’ordre de mobilisation des troupes polonaises le 18 novembre. Opposés à cette intervention, les nationalistes déclenchent le 29 novembre l’Insurrection de Novembre.
Le ministre du Trésor et de l’Industrie Drucki-Lubecki prend les choses en mains afin de négocier avec le tsar et de maintenir le mouvement révolutionnaire dans des voies modérées : il crée un Conseil administratif. Les patriotes mettent un club sur pied, la Société patriotique, dont un des chefs est l’historien Joachim Lelewel. Le 18 décembre, le Sejm (la Diète polonaise) affirme le caractère national de l’insurrection.
Le tsar annonce son intention de reconquérir militairement le pays. Le soulèvement est violemment réprimé après la défaite des nationalistes, affaiblis par le choléra, à Ostrołęka le 26 mai, et la prise de Varsovie le 8 septembre 1831.
La Russie soumet alors la Pologne à une politique de répression et de russification. La Pologne cesse d’exister comme nation. Les Russes entreprennent une destruction systématique de la nationalité polonaise. La Constitution, la Diète et l’armée polonaises sont abolies, les Polonais privés de leurs libertés individuelles. Les universités sont fermées, les étudiants envoyés en Russie, les catholiques persécutés. Dix mille patriotes s’exilent vers la Suisse, la Belgique et la France. Manifestations, émeutes et représailles sanglantes se succèdent.

### Synthèse
La révolution française de 1830 et ses conséquences n’ont pas bouleversé le paysage institutionnel, ni en France ni en Europe, à l’exception du cas belge. Mais pour la première fois depuis les années 1790, une vague de révolutions populaires a traversé l’Europe. L’année 1848 verra se reproduire le phénomène, sur une plus vaste échelle, sous le nom de « printemps des peuples ».
Le régime constitutionnel français se libéralise nettement et le renouvellement des cadres est sensible. Dans les seules institutions scientifiques, on peut par exemple relever le retour en grâce de hauts fonctionnaires du Premier Empire comme Hachette et Poinsot, et le départ de Cauchy qui choisit de s'exiler. Les penseurs libéraux Abel-François Villemain et François Guizot deviennent ministres, et Jules Michelet obtient un poste de professeur à la Faculté des Lettres de la Sorbonne : les idées révolutionnaires, libérales, nationales et républicaines en sortent renforcées.

## Postérité
- Les Trois Glorieuses sont commémorées par la colonne de Juillet qui s’élève place de la Bastille, à Paris. Sur une plaque, au bas de la colonne, il est écrit :

« À la gloire des citoyens français qui s’armèrent et combattirent pour la défense des libertés publiques dans les mémorables journées des 27, 28, 29 juillet 1830. »

Le fût de la colonne porte le nom des victimes des journées révolutionnaires de juillet 1830. Emmanuel Fureix souligne que le nouveau régime s'opposa à ce que la liste officielle des morts mentionnât leur métier et ajoute que les « journaux liés au nouveau régime construisent une galerie de portraits de martyrs … dont les ouvriers … sont exclus » alors qu'ils étaient nombreux parmi les insurgés (dans cette galerie officielle figure le personnage légendaire Arcole).
- Le nouveau régime décida que des récompenses seraient accordées à tous les blessés des Trois Glorieuses et créa une Croix de Juillet et une médaille de Juillet commémorative pour les combattants de la révolution. En avril 1831, Casimir Perier fit frapper les médailles commémoratives portant la mention « donné par le roi ». La remise de la Croix de Juillet était, elle, accompagnée d'un serment de fidélité à Louis-Philippe. Les insurgés y étaient présentés comme des défenseurs de la patrie. Quant à leur panthéonisation annoncée en juillet 1831, elle fut vite oubliée. En revanche, il se développa un culte populaire (en grande partie ouvrier) et séditieux des morts de Juillet[38].
- En octobre 1830, le gouvernement présenta en outre un projet de loi destiné à indemniser à concurrence de 7 millions les victimes des journées de Juillet[N 23].
- En France, plusieurs villes ont des rues qui portent le nom des Trois-Glorieuses, comme à Saint-Étienne, ou des Trois-Journées, comme à Perpignan, Rouen, Sète et Toulouse. D'autres odonymes contiennent la date du Vingt-Neuf-Juillet, en particulier à Arras, Calais et Paris, dans le Ier arrondissement, rappelant le moment culminant des Trois Glorieuses.

### Réutilisation et détournement duchrononyme
- Les « Trois Glorieuses » des 9, 10 et 11 décembre 1943, au cours desquelles la centrale d’Eysses (Villeneuve-sur-Lot) a été le théâtre d’une insurrection visant à empêcher le transfert des internés administratifs en zone nord[39].
- Les « Trois Glorieuses » des 13, 14 et 15 août 1963 au cours desquelles une révolte syndicaliste au Congo aboutit au renversement du président congolais Fulbert Youlou.
- L’expression a essaimé au Togo pour désigner trois journées de 1974 marquantes dans l’histoire du pays et, de même, trois dates-clefs dans la transformation du Dahomey en Bénin[39].
- Les « Trente Glorieuses », expression popularisée par le livre éponyme de Jean Fourastié paru en 1979, est un détournement pour désigner les années de croissance économique et démographique ayant suivi la Seconde Guerre mondiale en France.